# Consoli alto imperiali romani
Questo articolo contiene la lista dei consoli alto imperiali romani, relativamente al periodo che va dal 30 a.C. al 284 d.C., quale elenco successivo a quello dei consoli repubblicani romani e precedente a quello dei Consoli tardo imperiali romani.

## Legenda
Legenda: CS o Suff.=Consul Suffectus - I, II, II, IV, ecc.= successione in caso di più nomine
Colori di sfondo:
- Console suffetto
- Console dell'impero delle Gallie
- Console dell'impero d'Oriente-palmireno

## I secolo a.C.
| ANNO      | Primo console                                                                                             | Secondo console                                        |
| --------- | --- | ------------------------------------------------------ |
| 30 a.C.   | Imperatore Gaio Giulio Cesare Ottaviano figlio del Divino Cesare IV                                       | Marco Licinio Crasso (gennaio-giugno)                  |
| suffecti  | | Gaio Antistio Vetere (luglio-settembre)                |
|           | | Marco Tullio Cicerone (settembre-ottobre)              |
|           | | Lucio Senio (novembre-dicembre)                        |
| 29 a.C.   | Imperatore Gaio Giulio Cesare Ottaviano figlio del Divino Cesare V                                        | Sesto Appuleio                                         |
| suffectus | | Potito Valerio Messalla                                |
| 28 a.C.   | Imperatore Gaio Giulio Cesare Ottaviano figlio del Divino Cesare VI                                       | Marco Vipsanio Agrippa II                              |
| 27 a.C.   | Imperatore Gaio Giulio Cesare Ottaviano Augusto figlio del Divino Cesare VII                              | Marco Vipsanio Agrippa III                             |
| 26 a.C.   | Imperatore Gaio Giulio Cesare Ottaviano Augusto figlio del Divino Cesare VIII                             | Tito Statilio Tauro II                                 |
| 25 a.C.   | Imperatore Gaio Giulio Cesare Ottaviano Augusto figlio del Divino Cesare IX                               | Marco Giunio Silano                                    |
| 24 a.C.   | Imperatore Gaio Giulio Cesare Ottaviano Augusto figlio del Divino Cesare X                                | Gaio Norbano Flacco                                    |
| 23 a.C.   | Imperatore Gaio Giulio Cesare Ottaviano Augusto figlio del Divino Cesare XI (gennaio-26 giugno)           | Aulo Terenzio Varrone Murena (gennaio-prima di luglio) |
| suffecti  | Lucio Sestio Albaniano Quirinale (26 giugno-dicembre)                                                     | Gneo Calpurnio Pisone (prima di luglio-dicembre)       |
| 22 a.C.   | Marco Claudio Marcello Esernino                                                                           | Lucio Arrunzio                                         |
| 21 a.C.   | Marco Lollio                                                                                              | Quinto Emilio Lepido                                   |
| 20 a.C.   | Marco Appuleio                                                                                            | Publio Silio Nerva                                     |
| 19 a.C.   | Gaio Senzio Saturnino (gennaio-dopo 1 agosto)                                                             | Quinto Lucrezio Vespillone                             |
| suffectus | Marco Vinicio (tra 2 agosto e 12 ottobre-dicembre)                                                        |                                                        |
| 18 a.C.   | Publio Cornelio Lentulo Marcellino                                                                        | Gneo Cornelio Lentulo                                  |
| 17 a.C.   | Gaio Furnio                                                                                               | Gaio Giunio Silano                                     |
| 16 a.C.   | Lucio Domizio Enobarbo                                                                                    | Publio Cornelio Scipione (gennaio-giugno)              |
| suffectus | | Lucio Tario Rufo (luglio-dicembre)                     |
| 15 a.C.   | Marco Livio Druso Libone                                                                                  | Lucio Calpurnio Pisone il Pontefice                    |
| 14 a.C.   | Marco Licinio Crasso                                                                                      | Gneo Cornelio Lentulo l'Augure                         |
| 13 a.C.   | Tiberio Claudio Nerone I                                                                                  | Publio Quintilio Varo                                  |
| 12 a.C.   | Marco Valerio Messalla Appiano (gennaio-prima del 6 marzo)                                                | Publio Sulpicio Quirinio (gennaio-dopo il 29 luglio)   |
| suffecti  | Gaio Valgio Rufo (prima del 6 marzo-dopo il 29 luglio)                                                    | Lucio Volusio Saturnino (agosto-dicembre)              |
|           | Gaio Caninio Rebilo (dopo il 29 luglio-prima di dicembre causa morte in carica)                           |                                                        |
| 11 a.C.   | Quinto Elio Tuberone                                                                                      | Paolo Fabio Massimo                                    |
| 10 a.C.   | Africano Fabio Massimo                                                                                    | Iullo Antonio                                          |
| 9 a.C.    | Nerone Claudio Druso                                                                                      | Tito Quinzio Crispino Sulpiciano                       |
| 8 a.C.    | Gaio Marcio Censorino                                                                                     | Gaio Asinio Gallo                                      |
| 7 a.C.    | Tiberio Claudio Nerone II                                                                                 | Gneo Calpurnio Pisone                                  |
| 6 a.C.    | Decimo Lelio Balbo                                                                                        | Gaio Antistio Vetere                                   |
| 5 a.C.    | Imperatore Gaio Giulio Cesare Ottaviano Augusto figlio del Divino Cesare XII (gennaio-dopo l'11 aprile)   | Lucio Cornelio Silla (gennaio-dopo l'11 aprile)        |
| suffecti  | Quinto Aterio (dopo l'11 aprile-dicembre)                                                                 | Lucio Vinicio (dopo l'11 aprile-giugno?)               |
|           | | Gaio Sulpicio Galba (luglio?-dicembre)                 |
| 4 a.C.    | Gaio Calvisio Sabino (gennaio-dopo il 7 luglio)                                                           | Lucio Passieno Rufo (gennaio-dopo il 7 luglio)         |
| suffecti  | Gaio Celio (dopo il 7 luglio-dicembre)                                                                    | Galo Sulpicio (dopo il 7 luglio-dicembre)              |
| 3 a.C.    | Lucio Cornelio Lentulo                                                                                    | Marco Valerio Messalla Messallino                      |
| 2 a.C.    | Imperatore Gaio Giulio Cesare Ottaviano Augusto figlio del Divino Cesare XIII (gennaio-dopo il 1º agosto) | Marco Plauzio Silvano (gennaio-prima del 1º agosto)    |
| suffecti  | | Lucio Caninio Gallo (prima del 1º agosto-dicembre)     |
|           | Gaio Fufio Gemino (dopo il 1º agosto-dopo il 18 settembre)                                                |                                                        |
|           | Quinto Fabrizio (tra 19 settembre e 1 dicembre-fine dicembre)                                             |                                                        |
| 1 a.C.    | Cosso Cornelio Lentulo                                                                                    | Lucio Calpurnio Pisone l'Augure                        |
| suffecti  | Aulo Plauzio                                                                                              | Aulo Cecina Severo                                     |

## I secolo
| ANNO       | Primo console | Secondo console |  |
| ---------- | --- | --- |  |
| 1          | Gaio Giulio Cesare | Lucio Emilio Paolo (gennaio-giugno) |  |
| suffectus  | | Marco Erennio Picente (luglio-dicembre) |  |
| 2          | Publio Vinicio (gennaio-giugno) | Publio Alfeno Varo (gennaio-giugno) |  |
| suffecti   | Publio Cornelio Lentulo Scipione (luglio-dicembre) | Tito Quinzio Crispino Valeriano (luglio-dicembre) |  |
| 3          | Lucio Elio Lamia | Marco Servilio |  |
| suffecti   | Publio Silio | Lucio Volusio Saturnino |  |
| 4          | Sesto Elio Cato (gennaio-giugno) | Gaio Senzio Saturnino (gennaio-giugno) |  |
| suffecti   | Gneo Senzio Saturnino (luglio-dicembre) | Gaio Clodio Licino (luglio-dicembre) |  |
| 5          | Lucio Valerio Messalla Voleso (gennaio-giugno) | Gneo Cornelio Cinna Magno (gennaio-giugno) |  |
| suffecti   | Gaio Vibio Postumo (luglio-dicembre) | Gaio Ateio Capitone (luglio-dicembre) |  |
| 6          | Marco Emilio Lepido | Lucio Arrunzio (gennaio-giugno) |  |
| suffectus  | | Lucio Nonio Asprenate (luglio-dicembre) |  |
| 7          | Quinto Cecilio Metello Cretico Silano | Aulo Licinio Nerva Siliano (gennaio-giugno) |  |
| suffectus  | | Lucilio Longo (luglio-dicembre) |  |
| 8          | Marco Furio Camillo (gennaio-giugno) | Sesto Nonio Quintiliano (gennaio-giugno) |  |
| suffecti   | Lucio Apronio (luglio-dicembre) | Aulo Vibio Abito (luglio-dicembre) |  |
| 9          | Gaio Poppeo Sabino (gennaio-giugno) | Quinto Sulpicio Camerino (gennaio-giugno) |  |
| suffecti   | Marco Papio Mutilo (luglio-dicembre) | Quinto Poppeo Secondo (luglio-dicembre) |  |
| 10         | Publio Cornelio Dolabella (gennaio-giugno) | Gaio Giunio Silano (gennaio-giugno) |  |
| suffecti   | Servio Cornelio Lentulo Maluginense (luglio-dicembre) | Quinto Giunio Bleso (luglio-dicembre) |  |
| 11         | Manio Emilio Lepido (gennaio-giugno) | Tito Statilio Tauro |  |
| suffectus  | Lucio Cassio Longino (luglio-dicembre) | |  |
| 12         | Germanico Giulio Cesare | Gaio Fonteio Capitone (gennaio-giugno) |  |
| suffectus  | | Gaio Visellio Varrone (luglio-dicembre) |  |
| 13         | Gaio Silio (gennaio-settembre) | Lucio Munazio Planco |  |
| suffectus  | Gaio Cecina Largo (settembre-dicembre) | |  |
| 14         | Sesto Pompeo | Sesto Appuleio |  |
| 15         | Druso Giulio Cesare I | Gaio Norbano Flacco (gennaio-giugno) |  |
| suffectus  | | Marco Giunio Silano (luglio-dicembre) |  |
| 16         | Sisenna Statilio Tauro (gennaio-dopo il 12 aprile) | Lucio Scribonio Libone (gennaio-dopo il 12 aprile) |  |
| suffecti   | Gaio Vibio Rufo (dopo il 12 aprile-dicembre) | Gaio Pomponio Grecino (dopo il 12 aprile-dicembre) |  |
| 17         | Lucio Pomponio Flacco (gennaio-dopo il 26 maggio) | Gaio Celio Rufo (gennaio-dopo il 26 maggio) |  |
| suffecti   | Gaio Vibio Marso (dopo il 26 maggio-dicembre) | Lucio Voluseio Proculo (dopo il 26 maggio-dicembre) |  |
| 18         | Tiberio Cesare Augusto III (gennaio) | Germanico Giulio Cesare II (gennaio-luglio) |  |
| suffectus  | Lucio Seio Tuberone (febbraio-28 aprile) | |  |
| suffectus  | Marco Livineio Regolo (29 aprile-luglio) | |  |
| suffecti   | Gaio Rubellio Blando (agosto-dicembre) | Gaio Annio Pollione? (agosto-settembre) |  |
| suffectus  | | Marco Vipstano Gallo (ottobre-dicembre) |  |
| 19         | Marco Giunio Silano Torquato | Lucio Norbano Balbo (gennaio-giugno) |  |
| suffectus  | | Publio Petronio (luglio-dicembre) |  |
| 20         | Marco Valerio Messalla | Marco Aurelio Cotta Massimo Messalino |  |
| 21         | Tiberio Cesare Augusto IV (gennaio-marzo) | Druso Giulio Cesare II (gennaio-prima del 30 maggio) |  |
| suffecti   | Mamerco Emilio Scauro (aprile-dopo il 10 luglio) | Gneo Tremelio (prima del 30 maggio-dopo il 10 luglio) |  |
| suffecti?  | Marco Cocceio Nerva; Quinto Sanquinio Massimo; Gaio Annio Pollione; Gaio Vibio Rufino | Marco Cocceio Nerva; Quinto Sanquinio Massimo; Gaio Annio Pollione; Gaio Vibio Rufino |  |
| 22         | Decimo Aterio Agrippa | Gaio Sulpicio Galba |  |
| suffecti?  | Marco Cocceio Nerva; Quinto Sanquinio Massimo; Gaio Annio Pollione; Gaio Vibio Rufino | Marco Cocceio Nerva; Quinto Sanquinio Massimo; Gaio Annio Pollione; Gaio Vibio Rufino |  |
| 23         | Gaio Asinio Pollione | Gaio Antistio Vetere |  |
| suffectus  | | Gaio Stertinio Massimo |  |
| 24         | Servio Cornelio Cetego | Lucio Visellio Varrone |  |
| suffecti   | Gaio Calpurnio Aviola | Publio Cornelio Lentulo Scipione |  |
| 25         | Cosso Cornelio Lentulo (gennaio-prima del 5 settembre) | Marco Asinio Agrippa |  |
| suffectus  | Gaio Petronio (prima del 5 settembre-dicembre) | |  |
| 26         | Gneo Cornelio Lentulo Getulico (gennaio-giugno) | Gaio Calvisio Sabino (gennaio-giugno) |  |
| suffectus  | Lucio Giunio Silano (luglio-dicembre) | Gaio Velleo Tutore (luglio-dicembre) |  |
| 27         | Lucio Calpurnio Pisone | Marco Licinio Crasso Frugi |  |
| suffecti   | Publio Cornelio Lentulo | Gaio Sallustio Passieno Crispo I |  |
| 28         | Gaio Appio Giunio Silano (gennaio-giugno) | Publio Silio Nerva (gennaio-giugno) |  |
| suffecti   | Quinto Giunio Bleso (luglio-dicembre) | Lucio Antistio Vetere (luglio-dicembre) |  |
| 29         | Gaio Fufio Gemino (gennaio-giugno) | Lucio Rubellio Gemino (gennaio-giugno) |  |
| suffecti   | Aulo Plauzio (luglio-dicembre) | Lucio Nonio Asprenate (luglio-dicembre) |  |
| 30         | Marco Vinicio (gennaio-giugno) | Lucio Cassio Longino (gennaio-giugno) |  |
| suffecti   | Lucio Nevio Sordino (luglio-dicembre) | Gaio Cassio Longino (luglio-dicembre) |  |
| 31         | Tiberio Cesare Augusto V (gennaio-8 maggio) | Lucio Elio Seiano (gennaio-8 maggio) |  |
| suffecti   | Fausto Cornelio Silla (9 maggio-settembre) | Sesto Tedio Valerio Catullo (9 maggio-giugno) |  |
| suffectus  | | Lucio Fulcinio Trione (luglio-dicembre) |  |
| suffectus  | Publio Memmio Regolo (ottobre-dicembre) | |  |
| 32         | Gneo Domizio Enobarbo | Lucio Arrunzio Camillo Scriboniano |  |
| suffectus  | | Aulo Vitellio (luglio-morte avvenuta in carica) |  |
| 33         | Lucio Livio Ocella (Servio) Sulpicio Galba (gennaio-giugno) | Lucio Cornelio Silla Felice (gennaio-giugno) |  |
| suffecti   | Lucio Salvio Otone (luglio-dicembre) | Gaio Ottavio Lenate (luglio-dicembre) |  |
| 34         | Paolo Fabio Persico (gennaio-giugno) | Lucio Vitellio I (gennaio-giugno) |  |
| suffecti   | Quinto Marcio Barea Sorano (luglio-dicembre) | Tito Rustio Nummio Gallo (luglio-dicembre) |  |
| 35         | Gaio Cestio Gallo (gennaio-giugno) | Marco Servilio Noniano (gennaio-giugno) |  |
| suffecti   | Decimo Valerio Asiatico I (luglio-dicembre) | Aulo Gabinio Secondo (luglio-dicembre) |  |
| 36         | Sesto Papinio Allenio (gennaio-giugno) | Quinto Plauzio (gennaio-giugno) |  |
| suffecti   | Gaio Vettio Rufo (luglio-dicembre) | Marco Porcio Catone (luglio-dicembre) |  |
| 37         | Gneo Acerronio Proculo (gennaio-giugno) | Gaio Petronio Ponzio Nigrino (gennaio-giugno) |  |
| suffecti   | Gaio Cesare Augusto Germanico I (luglio-agosto) | Tiberio Claudio Nerone Germanico I (luglio-agosto) |  |
| suffecti   | Aulo Cecina Peto (settembre-dicembre) | Gaio Caninio Rebilo (settembre-dicembre) |  |
| 38         | Marco Aquila Giuliano (gennaio-giugno) | Publio Nonio Asprenate (gennaio-giugno) |  |
| suffecti   | Servio Asinio Celere (luglio-dicembre) | Sesto Nonio Quintiliano (luglio-dicembre) |  |
| 39         | Gaio Cesare Augusto Germanico II (gennaio) | Lucio Apronio Cesiano (gennaio-giugno) |  |
| suffectus  | Quinto Sanquinio Massimo II (febbraio-giugno) | |  |
| suffecti   | Gneo Domizio Corbulone (luglio-2 settembre) | ignotus (luglio-2 settembre) |  |
| suffecti   | Gneo Domizio Afro (3 settembre-dicembre) | Aulo Didio Gallo (3 settembre-dicembre) |  |
| 40         | Gaio Cesare Augusto Germanico III (1-12 gennaio) | sine collega |  |
| suffecti   | Gaio Lecanio Basso (13 gennaio-giugno) | Quinto Terenzio Culleone (13 gennaio-giugno) |  |
| suffecti   | Lucio Annio Viniciano (luglio-agosto?/dicembre?) | Gaio Ummidio Durmio Quadrato (luglio-agosto?/dicembre?) |  |
| suffecti?  | Marco [---] (settembre-dicembre)? | Marco Furnio Augurino (settembre-dicembre)? |  |
| 41         | Gaio Cesare Augusto Germanico IV (1-7 gennaio) | Gneo Senzio Saturnino (1-7 gennaio) |  |
| suffecti   | Gneo Senzio Saturnino (8 gennaio-giugno) | Quinto Pomponio Secondo (8 gennaio-giugno) |  |
| suffecti   | Quinto Fuzio Lusio Saturnino (luglio-agosto) | Marco Seio Varano (luglio-agosto) |  |
| suffecti   | Marco Lurio Varo?? (settembre-ottobre) oppure Marco [---] (settembre-dicembre) | Publio Anteio Rufo?? (settembre-ottobre) oppure Marco Furnio Augurino (settembre-dicembre) |  |
| suffecti?  | Publio Suillio Rufo (novembre-dicembre) | Quinto Ostorio Scapula (novembre-dicembre) |  |
| 42         | Tiberio Claudio Cesare Augusto Germanico II (gennaio-febbraio) | Gaio Cecina Largo (gennaio-dicembre) |  |
| suffectus  | Gaio Cestio Gallo (marzo-agosto) | |  |
| suffectus  | Cornelio Lupo (settembre-ottobre) | |  |
| suffectus  | Gaio Svetonio Paolino? (novembre-dicembre) | |  |
| 43         | Tiberio Claudio Cesare Augusto Germanico III (gennaio-febbraio) | Lucio Vitellio II (gennaio-febbraio) |  |
| suffecti   | Sesto Palpellio Istro (marzo-luglio) | Lucio Pedanio Secondo (marzo-luglio) |  |
| suffecti   | Aulo Gabinio Secondo (agosto-settembre) | Pompeo Pedone o Publio Anteio Rufo o Gaio Calpurnio Pisone o Publio Ostorio Scapula?? (agosto-settembre) |  |
| suffecti   | Quinto Curzio Rufo (ottobre-dicembre) | Spurio Oppio (ottobre-dicembre) |  |
| 44         | Gaio Sallustio Crispo Passieno II (gennaio-febbraio) | Tito Statilio Tauro (gennaio-febbraio) |  |
| suffecti   | Tito Statilio Tauro (marzo-giugno) | Publio Calvisio Sabino Pomponio Secondo (marzo-giugno) |  |
| suffecti   | Tito Axio oppure Gaio Calpurnio Pisone oppure Pompeo Pedone oppure Publio Ostorio Scapula?? (luglio-ottobre)                                                                                                   | Tito Mussidio Polliano oppure Gaio Calpurnio Pisone oppure Pompeo Pedone oppure Publio Ostorio Scapula?? (luglio-ottobre)                                                                                      |  |
| suffecti   | Publio Fabio Firmano? oppure Publio Suillio Rufo (novembre-dicembre) | Lucio Tampio Flaviano I? oppure Quinto Ostorio Scapula (novembre-dicembre) |  |
| 45         | Marco Vinicio II (gennaio-febbraio) | Tauro Statilio Corvino (gennaio-giugno) |  |
| suffectus  | Tiberio Plauzio Silvano Eliano I (marzo-giugno) | |  |
| suffecti   | Tito Axio? (luglio-agosto) | Tito Mussidio Polliano? (luglio-agosto) |  |
| suffecti   | Aulo Antonio Rufo (settembre-ottobre) | Marco Pompeo Silvano Staberio Flaveno I (settembre-ottobre) |  |
| suffecti   | Publio Fabio Firmano? (novembre-dicembre) | Lucio Tampio Flaviano I? (novembre-dicembre) |  |
| 46         | Decimo Valerio Asiatico II (gennaio-febbraio) | Marco Giunio Silano (gennaio-febbraio) |  |
| suffecti   | Marco Giunio Silano (febbraio-dicembre) | Camerino Antistio Vetere (marzo) |  |
| suffectus  | | Quinto Sulpicio Camerino (marzo-giugno) |  |
| suffectus  | | Decimo Lelio Balbo (luglio-agosto) |  |
| suffectus  | | Gaio Terenzio Tullio Gemino (settembre-dicembre) |  |
| 47         | Tiberio Claudio Cesare Augusto Germanico IV (gennaio-febbraio) | Lucio Vitellio III (gennaio-febbraio) |  |
| suffecti   | Gaio Calpetano Ranzio Sedato (marzo-giugno) | Marco Ordeonio Flacco (marzo-giugno) |  |
| suffecti   | Gneo Osidio Geta (luglio-dicembre) | Tito Flavio Sabino (luglio-agosto) |  |
| suffectus  | | Lucio Vagellio (settembre-ottobre) |  |
| suffectus  | | Gaio Volasenna Severo (novembre-dicembre) |  |
| 48         | Aulo Vitellio (gennaio-giugno) | Lucio Vipstano Poplicola (gennaio-giugno) |  |
| suffecti   | Lucio Vitellio (luglio-dicembre) | Messalla Vipstano Gallo (luglio-dicembre) |  |
| 49         | Gaio Pompeo Gallo (gennaio-aprile) | Quinto Veranio (gennaio-aprile) |  |
| suffecti   | Lucio Mammio Pollione (maggio-giugno) | Quinto Allio Massimo (maggio-giugno) |  |
| suffecti   | ? (luglio-agosto) | ? (luglio-agosto) |  |
| suffecti   | Gaio Fufio?? (settembre-ottobre) | Gneo Minicio?? (settembre-ottobre) |  |
| suffecti   | ? (novembre-dicembre) | ? (novembre-dicembre) |  |
| 50         | Gaio Antistio Vetere (gennaio-giugno?) | Marco Suillio Nerullino (gennaio-giugno?) |  |
| suffecti   | Quinto Fuzio? (luglio-agosto) | Publio Calvisio? (luglio-agosto) |  |
| suffecti   | ? (settembre-ottobre) | ? (settembre-ottobre) |  |
| suffecti   | ? (novembre-dicembre) | ? (novembre-dicembre) |  |
| 51         | Tiberio Claudio Cesare Augusto Germanico V | Servio Cornelio Salvidieno Orfito (gennaio-giugno) |  |
| suffectus  | | ? (luglio-agosto) |  |
| suffectus  | | Lucio Calvenzio Vetere Gaio Carminio (settembre-ottobre) |  |
| suffectus  | | Tito Flavio Vespasiano I (novembre-dicembre) |  |
| 52         | Fausto Cornelio Silla Felice | Lucio Salvio Otone Tiziano (gennaio-maggio) |  |
| suffectus  | | Quinto Marcio Barea Sorano (giugno-agosto) |  |
| suffectus  | | Publio Volasenna?? (settembre-ottobre) |  |
| suffectus  | | Lucio Salvidieno Rufo Salviano (novembre-dicembre) |  |
| 53         | Decimo Giunio Silano Torquato (gennaio-giugno) | Quinto Aterio Antonino (gennaio-giugno) |  |
| suffecti   | ? (luglio-agosto) | ? (luglio-agosto) |  |
| suffecti   | Quinto Cecina Primo (settembre-ottobre) | Publio Trebonio (settembre-dicembre) |  |
| suffectus  | Publio Calvisio Rusone (novembre-dicembre) | |  |
| 54         | Marco Asinio Marcello | Manio Acilio Aviola |  |
| suffecti   | Marco Giunio Silano? (luglio-ottobre) | Velleo Tutore? (luglio-agosto) |  |
| suffectus  | | Aulo Pompeo Paolino? (settembre-ottobre) |  |
| suffecti   | Marco Efulano?? (novembre-dicembre) | Marco Aponio Saturnino?? (novembre-dicembre) |  |
| 55         | Nerone Claudio Cesare Augusto Germanico I (gennaio-febbraio) | Lucio Antistio Vetere (gennaio-aprile) |  |
| suffectus  | Numerio Cestio (marzo-aprile) | |  |
| suffecti   | Publio Cornelio Dolabella (maggio-giugno) | Lucio Anneo Seneca (maggio-ottobre) |  |
| suffectus  | Marco Trebellio Massimo (luglio-agosto) | |  |
| suffectus  | Tito/Publio Palfurio (settembre-ottobre) | |  |
| suffecti   | Gneo Cornelio Lentulo Getulico (novembre-dicembre) | Tito Curtilio Mancia (novembre-dicembre) |  |
| 56         | Quinto Volusio Saturnino (gennaio-giugno) | Publio Cornelio (Lentulo?) Scipione (gennaio-giugno) |  |
| suffecti   | Lucio Giunio Gallione Anneano (luglio-agosto) | Tito Cuzio Cilto (luglio-agosto) |  |
| suffecti   | Publio Sulpicio Scribonio Rufo (settembre-ottobre) | Publio Sulpicio Scribonio Proculo (settembre-ottobre) |  |
| suffecti   | Lucio Duvio Avito (novembre-dicembre) | Publio Clodio Trasea Peto (novembre-dicembre) |  |
| 57         | Nerone Claudio Cesare Augusto Germanico II | Lucio Calpurnio Pisone (gennaio-giugno) |  |
| suffectus  | | Lucio Cesio Marziale (luglio-dicembre) |  |
| 58         | Nerone Claudio Cesare Augusto Germanico III (gennaio-aprile) | Marco Valerio Messalla Corvino (gennaio-giugno) |  |
| suffectus  | Gaio Fonteio Agrippa (maggio-giugno) | |  |
| suffecti   | Aulo Paconio Sabino (luglio-dicembre) | Aulo Petronio Lurcone (luglio-dicembre) |  |
| 59         | Gaio Vipstano Aproniano (gennaio-giugno) | Gaio Fonteio Capitone (gennaio-giugno) |  |
| suffecti   | Tito Sestio Africano (luglio-dicembre) | Marco Ostorio Scapula (luglio-dicembre) |  |
| 60         | Nerone Claudio Cesare Augusto Germanico IV (gennaio-giugno) | Cosso Cornelio Lentulo (gennaio-giugno) |  |
| suffecti   | Gaio Velleio Patercolo (luglio-in carica ancora il 2 settembre) | Marco Manilio Vopisco (luglio-in carica ancora il 2 settembre) |  |
| suffectus? | Aulo Ducenio Gemino? | Aulo Ducenio Gemino? |  |
| 61         | Publio Petronio Turpiliano (gennaio-giugno) | Lucio Giunio Cesennio Peto (gennaio-giugno) |  |
| suffecti   | Lucio Velleio Patercolo (luglio-?) | Gneo Pedanio Salinatore (luglio-?) |  |
| suffectus  | Lucio Giunio Quinto Vibio Crispo I (?-dicembre) | Lucio Giunio Quinto Vibio Crispo I (?-dicembre) |  |
| suffectus? | Aulo Ducenio Gemino? | Aulo Ducenio Gemino? |  |
| 62         | Publio Mario (gennaio-aprile?/giugno?) | Lucio Afinio Gallo (gennaio-aprile?/giugno?) |  |
| suffecti   | Quinto Manlio Tarquizio Saturnino (maggio?/luglio?-agosto?/settembre?) | Publio Petronio Nigro (maggio?/luglio?-agosto?/settembre?) |  |
| suffecti   | Tito Clodio Eprio Marcello I (settembre?/ottobre?-dicembre) | Gaio Giunio Marullo (settembre?/ottobre?-dicembre) |  |
| 63         | Gaio Memmio Regolo (gennaio-giugno) | Lucio Verginio Rufo I (gennaio-giugno) |  |
| suffecti?  | Gaio Licinio Muciano I (luglio-dicembre?) | Quinto Fabio Barbaro Antonio Macro (luglio-dicembre?) |  |
| 64         | Marco Licinio Crasso Frugi (gennaio-giugno) | Gaio Lecanio Basso (gennaio-giugno) |  |
| suffecti?  | Gaio Licinio Muciano I (luglio-dicembre?) | Quinto Fabio Barbaro Antonio Macro (luglio-dicembre?) |  |
| 65         | Aulo Licinio Nerva Siliano (gennaio-giugno) | Marco (Giulio) Vestino Attico (gennaio-suicida in aprile) |  |
| suffectus  | | Publio Pasidieno Firmo (aprile-giugno) |  |
| suffecti   | Gaio Pomponio Pio (luglio-?) | Gaio Anicio Ceriale (luglio-?) |  |
| suffecti?  | ? | ? |  |
| 66         | Gaio Luccio Telesino (gennaio-giugno) | Gaio Svetonio Paolino (gennaio-giugno) |  |
| suffecti   | Marco Annio Afrino (luglio-agosto) | Gaio Paccio Africano (luglio-agosto) |  |
| suffecti   | Marco Arrunzio Aquila (settembre-dicembre) | Marco Vettio Bolano (settembre-dicembre) |  |
| 67         | Lucio Giulio Rufo (gennaio-giugno) | Fonteio Capitone (gennaio-marzo?) |  |
| suffectus  | | Aulo Vettio Prisco (aprile?-maggio) |  |
| suffectus  | | Lucio Aurelio Prisco (giugno) |  |
| suffecti   | Appio Annio Gallo (luglio-dicembre) | Lucio Verulano Severo (luglio-dicembre) |  |
| 68         | Tiberio Cazio Asconio Silio Italico (gennaio-marzo) | Publio Galerio Tracalo (gennaio-aprile?) |  |
| suffecti   | Nerone Claudio Cesare Augusto Germanico V (aprile-giugno) | Gaio Luccio Telesino II (maggio?-giugno) |  |
| suffecti   | ? (luglio-agosto) | ? (luglio-agosto) |  |
| suffecti   | Gaio Bellico Natale (settembre-dicembre) | Publio Cornelio Scipione Asiatico (settembre-dicembre) |  |
| 69         | Imperatore Servio Galba Cesare Augusto II (1-15 gennaio) | Tito Vinio (Rufino?) (1-15 gennaio) |  |
|            | magistratura vacante causa assassinio dei consoli ordinari il 15 gennaio (15-26 gennaio) | |  |
| suffecti   | Marco Salvio Otone Cesare Augusto (26 gennaio-1 marzo) | Lucio Salvio Otone Tiziano II (26 gennaio-1 marzo) |  |
| suffecti   | Lucio Verginio Rufo II (marzo) | Lucio Pompeo Vopisco (marzo) |  |
| suffecti   | Gneo Aruleno Celio Sabino (aprile-giugno) | Tito Flavio Sabino I (aprile-giugno) |  |
| suffecti   | Gneo Arrio Antonino I (luglio-agosto) | Aulo Mario Celso (luglio-agosto) |  |
| suffecti   | Fabio Valente (settembre-ottobre) | Aulo Cecina Alieno (settembre-30 ottobre) |  |
| suffectus  | | Rosio Regolo (31 ottobre) |  |
| suffecti   | Gneo Pinario Cecilio Semplice (novembre-dicembre) | Gaio Quinzio Attico (novembre-dicembre) |  |
| 70         | Imperatore Cesare Vespasiano Augusto II (gennaio-giugno) | Tito Cesare Vespasiano I (gennaio-giugno) |  |
| suffecti   | Gaio Licinio Muciano II (luglio-agosto) | Quinto Petillio Ceriale Cesio Rufo I o Tito Aurelio Fulvo I (luglio-agosto) |  |
| suffecti   | Marco Ulpio Traiano (settembre-ottobre) | Quinto Petillio Ceriale Cesio Rufo I o Tito Aurelio Fulvo I (settembre-ottobre) |  |
| suffecti   | Lucio Annio Basso (novembre-dicembre) | Gaio Lecanio Basso Cecina Peto (novembre-dicembre) |  |
| 71         | Imperatore Cesare Vespasiano Augusto III (gennaio-marzo?) | Marco Cocceio Nerva I (gennaio-febbraio) |  |
| suffectus  | | Cesare Domiziano I? (marzo?) |  |
| suffecti   | Cesare Domiziano I (aprile?-giugno) | Gneo Pedio Casco (aprile?) |  |
| suffectus  | | Gaio Calpetano Ranzio Quirinale Valerio Festo (maggio?-giugno?) |  |
| suffecti   | Lucio Flavio Fimbria (luglio?-agosto?) | Gaio Atilio Barbaro (luglio?-agosto?) |  |
| suffecti   | Gneo Pinario Cornelio Clemente (settembre?-ottobre) | ? (settembre?-ottobre) |  |
| suffecti   | Gneo Pompeo Collega (novembre-dicembre) | Quinto Giulio Cordo (novembre-dicembre) |  |
| suffectus? | Sesto Vettuleno Ceriale; Mettio Pompusiano | Sesto Vettuleno Ceriale; Mettio Pompusiano |  |
| 72         | Imperatore Cesare Vespasiano Augusto IV (gennaio-aprile?) | Tito Cesare Vespasiano II (gennaio-aprile?) |  |
| suffecti   | Gaio Licinio Muciano III (maggio?-?) | Tito Flavio Sabino II (maggio?-?) |  |
| suffecti   | Quinto Giulio Cordino Gaio Rutilio Gallico I | ? |  |
| suffecti?  | Sesto Vettuleno Ceriale; Sesto Marcio Prisco-Gneo Pinario Emilio Cicatricola; Lucio Tampio Flaviano II-Marco Pompeo Silvano Staberio Flaveno II; [-?-] Plozio Pegaso-Lucio Cornelio Pusione; Mettio Pompusiano | Sesto Vettuleno Ceriale; Sesto Marcio Prisco-Gneo Pinario Emilio Cicatricola; Lucio Tampio Flaviano II-Marco Pompeo Silvano Staberio Flaveno II; [-?-] Plozio Pegaso-Lucio Cornelio Pusione; Mettio Pompusiano |  |
| 73         | Cesare Domiziano II (gennaio-aprile) | Lucio Valerio Catullo Messallino I (gennaio-aprile) |  |
| suffecti   | Marco Arrecino Clemente I (maggio-?) | [---]M[---] (maggio-?) |  |
| suffecti?  | Tito Rustio Cepione; Gaio Dillio Aponiano; Mettio Pompusiano | Tito Rustio Cepione; Gaio Dillio Aponiano; Mettio Pompusiano |  |
| 74         | Imperatore Cesare Vespasiano Augusto V (1-13 gennaio) | Tito Cesare Vespasiano III (gennaio-15 maggio) |  |
| suffectus  | Tiberio Plauzio Silvano Eliano II (13 gennaio-15 marzo) | |  |
| suffectus  | Lucio Giunio Quinto Vibio Crispo II (15 marzo-15 maggio) | |  |
| suffecti   | Quinto Petillio Ceriale Cesio Rufo II (15 maggio-giugno) | Tito Clodio Eprio Marcello II (15 maggio-giugno) |  |
| suffecti   | [--]ON[--] (forse Sesto Giulio Frontino I o Aulo Didio Gallo Fabricio Veientone I) (luglio-agosto?) | ? (luglio-agosto?) |  |
| suffecti   | Gaio Pomponio Pio(?) (settembre?-dicembre) | Lucio Manlio Patruino (settembre?-dicembre) |  |
| suffecti?  | Publio Nonio Asprenate Cesio Cassiano; Gneo Domizio [---] Curvio Tullo I?; Mettio Pompusiano | Publio Nonio Asprenate Cesio Cassiano; Gneo Domizio [---] Curvio Tullo I?; Mettio Pompusiano |  |
| 75         | Imperatore Cesare Vespasiano Augusto VI (gennaio-febbraio) | Tito Cesare Vespasiano IV (gennaio-febbraio) |  |
| suffecti   | Cesare Domiziano III (marzo-?) | Lucio Pasidieno Firmo (marzo-?) |  |
| suffecti?  | Publio Nonio Asprenate Cesio Cassiano; Gaio Vettuleno Civica Ceriale; Sesto Senzio Ceciliano; Lucio Mestrio Floro; Mettio Pompusiano                                                                           | Publio Nonio Asprenate Cesio Cassiano; Gaio Vettuleno Civica Ceriale; Sesto Senzio Ceciliano; Lucio Mestrio Floro; Mettio Pompusiano                                                                           |  |
| 76         | Imperatore Cesare Vespasiano Augusto VII (1-13 gennaio?) | Tito Cesare Vespasiano V (1-13 gennaio?) |  |
| suffecti   | Cesare Domiziano IV (13 gennaio?-?) | ? (13 gennaio?-?) |  |
| suffecti   | Galeone Tettieno Petroniano (novembre?-dicembre) | Marco Fulvio Gillone (novembre?-dicembre) |  |
| suffecti?  | Gaio Vettuleno Civica Ceriale; Sesto Senzio Ceciliano; Lucio Mestrio Floro; Gneo Domizio [---] Curvio Tullo I?                                                                                                 | Gaio Vettuleno Civica Ceriale; Sesto Senzio Ceciliano; Lucio Mestrio Floro; Gneo Domizio [---] Curvio Tullo I?                                                                                                 |  |
| 77         | Imperatore Cesare Vespasiano Augusto VIII (gennaio-?) | Tito Cesare Vespasiano VI (1-13 gennaio) |  |
| suffectus  | | Cesare Domiziano V (13 gennaio-?) |  |
| suffecti   | Gneo Giulio Agricola (?-?) | ? |  |
| suffecti   | Lucio Pompeo Vopisco Gaio Arrunzio Catellio Celere (ottobre?-dicembre) | Marco Arrunzio Aquila (ottobre?-dicembre) |  |
| suffecti?  | Lucio Ottavio Memore; Lucio Luscio Ocrea; Publio Glizio Gallo; Gneo Domizio [---] Curvio Tullo I? | Lucio Ottavio Memore; Lucio Luscio Ocrea; Publio Glizio Gallo; Gneo Domizio [---] Curvio Tullo I? |  |
| 78         | Decimo Giunio Novio Prisco (gennaio-aprile?) | Lucio Ceionio Commodo (gennaio-aprile?) |  |
| suffecti   | Quinto Articuleio Peto (maggio?-?) | Sesto Vitulasio Nepote (maggio?-?) |  |
| suffecti   | Quinto Corellio Rufo (settembre?-?) | Lucio Funisulano Vettoniano (settembre?-?) |  |
| suffecti?  | Lucio Ottavio Memore; Asprenate; Publio Glizio Gallo; Gneo Domizio [---] Curvio Tullo I? | Lucio Ottavio Memore; Asprenate; Publio Glizio Gallo; Gneo Domizio [---] Curvio Tullo I? |  |
| 79         | Imperatore Cesare Vespasiano Augusto IX (1-13 gennaio?) | Tito Cesare Vespasiano VII (1-13 gennaio?) |  |
| suffecti   | Cesare Domiziano VI (13 gennaio?-febbraio) | ? (13 gennaio?-febbraio) |  |
| suffecti   | Lucio Giunio Cesennio Peto (marzo-almeno fino all'11 giugno) | Publio Calvisio Rusone Giulio Frontino (marzo-almeno fino all'11 giugno) |  |
| suffecti   | Tito Rubrio Elio Nepote (settembre?-?) | Marco Arrio Flacco (settembre?-?) |  |
| suffecti?  | Asprenate; Publio Glizio Gallo; Tito Atilio Rufo; Aulo Cesennio Gallo; Gaio Curiazio Materno; Gneo Domizio [---] Curvio Tullo I?; Sallustio Lucullo?                                                           | Asprenate; Publio Glizio Gallo; Tito Atilio Rufo; Aulo Cesennio Gallo; Gaio Curiazio Materno; Gneo Domizio [---] Curvio Tullo I?; Sallustio Lucullo?                                                           |  |
| 80         | Imperatore Tito Cesare Vespasiano Augusto VIII (1-13 gennaio) | Cesare Domiziano VII (1-13 gennaio) |  |
| suffecti   | Aulo Didio Gallo Fabricio Veientone II (13 gennaio-febbraio?) | Lucio Elio Lamia Plauzio Eliano (13 gennaio-giugno) |  |
| suffectus  | Quinto Aurelio Pattumeio Frontone (marzo?-aprile?) | |  |
| suffectus  | Gaio Mario Marcello Ottavio Publio Cluvio Rufo (aprile?-giugno) | |  |
| suffecti   | ? (luglio-agosto?) | Quinto Pompeo Trione (luglio-agosto?) |  |
| suffecti   | Lucio Acilio Strabone (settembre?-ottobre?) | Sesto Neranio Capitone (settembre?-ottobre?) |  |
| suffecti   | Marco Tittio Frugi (novembre?-dicembre) | Marco Vinicio Giulio Rufo (novembre?-dicembre) |  |
| 81         | Lucio Flavio Silva Nonio Basso (gennaio-febbraio?) | Lucio Asinio Pollione Verrucoso (gennaio-febbraio?) |  |
| suffecti   | Marco Roscio Celio (marzo?-aprile?) | Gaio Giulio Giovenale (marzo?-aprile?) |  |
| suffecti   | Lucio Giulio Vettio Paolo (maggio?-giugno) | Tito Giunio Montano (maggio?-giugno) |  |
| suffecti   | Gaio Scedio Natta Pinariano (luglio-agosto?) | Tito Tettieno Sereno (luglio-agosto?) |  |
| suffecti   | Marco Petronio Umbrino (settembre?-ottobre) | Lucio Carminio Lusitanico (settembre?-ottobre) |  |
| suffecti   | Lucio Turpilio Destro (novembre-dicembre) | Marco Mecio Rufo (novembre-dicembre) |  |
| 82         | Imperatore Cesare Domiziano Augusto VIII (1-31 gennaio?) | Tito Flavio Sabino (1-31 gennaio?) |  |
| suffecti   | [-?- Serveo?] Innocente (1 febbraio?-1 marzo?) | Lucio Salvio Otone Cocceiano (1 febbraio?-1 marzo?) |  |
| suffecti   | [---]ano (1?-31 marzo?) | Manio Acilio Aviola (1?-31 marzo?) |  |
| suffecti   | (Marco Mettio?) Modesto (1?-30 aprile?) | ? (1?-30 aprile?) |  |
| suffecti   | ? (maggio?-giugno?) | ? (maggio?-giugno?) |  |
| suffecti   | Publio Valerio Patruino (luglio?-agosto?) | Lucio Antonio Saturnino (luglio?-agosto?) |  |
| suffecti   | Marco Larcio Magno Pompeo Silone (settembre?-ottobre?) | Tito Aurelio Quieto (settembre?-ottobre?) |  |
| suffecti   | ? (novembre?-dicembre) | ? (novembre?-dicembre) |  |
| 83         | Imperatore Cesare Domiziano Augusto IX (1-31 gennaio?) | Quinto Petillio Rufo (1-31 gennaio?) |  |
| suffecti   | Aulo Didio Gallo Fabricio Veientone III (febbraio?) | Lucio Giunio Quinto Vibio Crispo III (febbraio?) |  |
| suffecti   | Marco Arrecino Clemente II? (marzo?-aprile?) | Lucio Bebio Onorato? (marzo?-aprile?) |  |
| suffecti   | Lucio Tettio Giuliano (maggio?-agosto?) | Terenzio Strabone Erucio Omullo (maggio?-agosto?) |  |
| suffecti   | Sesto Carminio Vetere (settembre?-ottobre?) | Marco Cornelio Nigrino Curiazio Materno (settembre?-ottobre?) |  |
| suffecti   | ? (novembre?-dicembre) | ? (novembre?-dicembre) |  |
| suffecti?  | Gneo(?) Pinario Emilio Cicatricola Senzio Saturnino(?); Publio Calvisio Rusone Giulio Frontino; Mario Prisco?                                                                                                  | Gneo(?) Pinario Emilio Cicatricola Senzio Saturnino(?); Publio Calvisio Rusone Giulio Frontino; Mario Prisco?                                                                                                  |  |
| 84         | Imperatore Cesare Domiziano Augusto X (gennaio-?) | Gaio Oppio Sabino (gennaio-?) |  |
| suffecti   | Gaio Fisio Sabino (attestato forse il 24 aprile) | Marco Annio Messalla (attestato forse il 24 aprile) |  |
| suffecti   | ? | ? |  |
| suffecti   | ? (luglio?-agosto?) | Lucio Giulio Urso I (luglio?-agosto?) |  |
| suffecti   | Gaio Tullio Capitone Pomponiano Plozio Firmo (settembre?-ottobre?) | Gaio Cornelio Gallicano (settembre?-ottobre?) |  |
| suffecti   | ? (novembre?-dicembre) | [---] Gallo (novembre?-dicembre) |  |
| suffecti?  | Gneo(?) Pinario Emilio Cicatricola Senzio Saturnino(?); Publio Calvisio Rusone Giulio Frontino; Tito Vestricio Spurinna I?; Mario Prisco?; Gneo(?) Pedanio Fusco Salinatore?                                   | Gneo(?) Pinario Emilio Cicatricola Senzio Saturnino(?); Publio Calvisio Rusone Giulio Frontino; Tito Vestricio Spurinna I?; Mario Prisco?; Gneo(?) Pedanio Fusco Salinatore?                                   |  |
| 85         | Imperatore Cesare Domiziano Augusto XI (gennaio-febbraio?) | Tito Aurelio Fulvo II (gennaio-febbraio?) |  |
| suffecti   | Quinto Giulio Cordino Gaio Rutilio Gallico II (marzo?-aprile?) | Lucio Valerio Catullo Messalino II (marzo?-aprile?) |  |
| suffecti   | Lucio Elio Oculato (maggio?-giugno?) | Quinto Gavio Attico (maggio?-giugno?) |  |
| suffecti   | Publio Erennio Pollione (luglio?-agosto?) | Marco Annio Erennio Pollione (luglio?-agosto?) |  |
| suffecti   | Decimo Aburio Basso (settembre?-ottobre?) | Quinto Giulio Balbo (settembre?-ottobre?) |  |
| suffecti   | Gaio Salvio Liberale Nonio Basso (novembre?-dicembre) | [-?-] Cornelio Oreste (novembre?-dicembre) |  |
| 86         | Imperatore Cesare Domiziano Augusto XII (1-13 gennaio) | Servio Cornelio Dolabella Petroniano (gennaio-febbraio?) |  |
| suffectus  | Gaio Secio Campano (13 gennaio-febbraio?) | |  |
| suffecti   | ? (marzo?-aprile) | Quinto Vibio Secondo (marzo?-aprile) |  |
| suffecti   | Sesto Ottavio Frontone (maggio-agosto) | Tiberio Giulio Candido Mario Celso I (maggio-agosto) |  |
| suffecti   | Aulo Bucio Lappio Massimo I (settembre-dicembre) | Gaio Ottavio Tidio Tossiano Lucio Giavoleno Prisco (settembre-dicembre) |  |
| suffecti?  | Servio Cornelio Scipione Salvidieno Orfito; Elvidio Prisco; Sallustio Lucullo?; Lucio Licinio Sura I?; Tito Vestricio Spurinna I?                                                                              | Servio Cornelio Scipione Salvidieno Orfito; Elvidio Prisco; Sallustio Lucullo?; Lucio Licinio Sura I?; Tito Vestricio Spurinna I?                                                                              |  |
| 87         | Imperatore Cesare Domiziano Augusto XIII (1-13 gennaio) | Lucio Volusio Saturnino (gennaio-aprile) |  |
| suffectus  | Gaio Calpurnio Crasso Frugi Pisone Liciniano (13 gennaio-aprile) | |  |
| suffecti   | Gaio Bellico Natale Publio Gavidio Tebaniano (maggio-agosto) | Gaio Ducenio Proculo (maggio-agosto) |  |
| suffecti   | Gaio Cilnio Proculo (settembre-dicembre) | Lucio Nerazio Prisco (settembre-dicembre) |  |
| 88         | Imperatore Cesare Domiziano Augusto XIV (1-13 gennaio) | Lucio Minicio Rufo (gennaio-aprile) |  |
| suffectus  | Decimo Plozio Gripo (13 gennaio-aprile) | |  |
| suffecti   | Quinto Ninnio Asta (maggio-agosto) | Libone Rupilio Frugi (maggio-agosto) |  |
| suffecti   | Manio Otacilio Catulo (settembre-dicembre) | Sesto Giulio Sparso (settembre-dicembre) |  |
| 89         | Tito Aurelio Fulvo (gennaio-aprile) | Marco Asinio Atratino (gennaio-aprile) |  |
| suffecti   | Publio Sallustio Bleso (maggio-agosto) | Marco Peduceo Seniano (maggio-agosto) |  |
| suffecti   | Aulo Vicirio Proculo (settembre-dicembre) | Manio Laberio Massimo Crispino I (settembre-dicembre) |  |
| 90         | Imperatore Cesare Domiziano Augusto XV (1-13 gennaio) | Marco Cocceio Nerva II (gennaio-febbraio) |  |
| suffectus  | Lucio Cornelio Pusione Annio Messalla (13 gennaio-febbraio) | |  |
| suffecti   | Lucio Antistio Rustico (marzo-aprile) | Servio Giulio Serviano I (marzo-aprile) |  |
| suffecti   | Quinto Acceo Rufo (maggio-giugno) | Gaio Caristanio Frontone (maggio-giugno) |  |
| suffecti   | Publio Bebio Italico (luglio-agosto) | Gaio Aquilio Proculo (luglio-agosto) |  |
| suffecti   | Lucio Albio Pullaieno Pollione (settembre-ottobre) | Gneo Pinario Emilio Cicatricula Pompeo Longino (settembre-ottobre) |  |
| suffecti   | Marco Tullio Ceriale (novembre-dicembre) | Gneo Pompeo Catullino (novembre-dicembre) |  |
| 91         | Manio Acilio Glabrione (gennaio-aprile) | Marco Ulpio Traiano I (gennaio-aprile) |  |
| suffecti   | Gneo Minicio Faustino (maggio-agosto) | Publio Valerio Marino (maggio-agosto) |  |
| suffecti   | Quinto Valerio Vegeto (settembre-dicembre) | Publio Metilio Sabino Nepote (settembre-dicembre) |  |
| 92         | Imperatore Cesare Domiziano Augusto XVI (1-13 gennaio) | Quinto Volusio Saturnino (gennaio-aprile) |  |
| suffectus  | Lucio Venuleio Aproniano (13 gennaio-aprile) | |  |
| suffecti   | Lucio Stertinio Avito (maggio-agosto) | Tiberio Giulio Celso Polemeano (maggio-agosto) |  |
| suffecti   | Gaio Giulio Silano (settembre-dicembre) | Quinto Giunio Aruleno Rustico (settembre-dicembre) |  |
| 93         | Sesto Pompeo Collega (gennaio-aprile) | Quinto Peduceo Priscino (gennaio-aprile) |  |
| suffecti   | Tito Avidio Quieto (maggio-agosto) | Sesto Lusiano Proculo (maggio-agosto) |  |
| suffecti   | Gaio Cornelio Raro Sestio Nasone (settembre-dicembre) | [-?-] Tuccio Ceriale (settembre-dicembre) |  |
| suffectus? | Tito Vestricio Spurinna I? | Tito Vestricio Spurinna I? |  |
| 94         | Lucio Nonio Calpurnio Torquato Asprenate I (gennaio-aprile) | Tito Sestio Magio Laterano (gennaio-aprile) |  |
| suffecti   | Marco Lollio Paolino Decimo Valerio Asiatico Saturnino I (maggio-agosto) | Gaio Anzio Aulo Giulio Quadrato I (maggio-agosto) |  |
| suffecti   | Lucio Silio Deciano (settembre-dicembre) | Tito Pomponio Basso (settembre-dicembre) |  |
| 95         | Imperatore Cesare Domiziano Augusto XVII (1-13 gennaio) | Tito Flavio Clemente (gennaio-aprile) |  |
| suffectus  | Lucio Nerazio Marcello I (13 gennaio-aprile) | |  |
| suffecti   | Aulo Bucio Lappio Massimo II (maggio-agosto) | Publio Ducenio Vero (maggio-agosto) |  |
| suffecti   | Quinto Pomponio Rufo (settembre-dicembre) | Lucio Bebio Tullo (settembre-dicembre) |  |
| 96         | Tito Manlio Valente (gennaio-aprile) | Gaio Antistio Vetere (gennaio-aprile) |  |
| suffecti   | Quinto Fabio Postumino (maggio-agosto) | Tito Prifernio Peto (maggio-agosto) |  |
| suffecti   | Tiberio Cazio Cesio Frontone (settembre-dicembre) | Marco Calpurnio Flacco(?) (settembre-dicembre) |  |
| 97         | Imperatore Cesare Nerva Augusto III (gennaio-febbraio?) | Lucio Verginio Rufo III (gennaio-febbraio?) |  |
| suffecti   | Gneo Arrio Antonino II (marzo?-aprile?) | Gaio(?) Calpurnio Pisone (marzo?-aprile?) |  |
| suffecti   | Marco Annio Vero I (maggio?-giugno?) | Lucio Nerazio Prisco (maggio?-giugno?) |  |
| suffecti   | Lucio Domizio Apollinare (luglio?-agosto?) | Sesto Ermentidio Campano (luglio?-agosto?) |  |
| suffecti   | Lucio Pomponio Materno (settembre?-ottobre) | Quinto Glizio Atilio Agricola I (settembre?-ottobre) |  |
| suffecti   | Publio(?) Cornelio Tacito (novembre-dicembre) | Lucio Licinio Sura I? (novembre-dicembre) |  |
| 98         | Imperatore Cesare Nerva Augusto IV (1-13 gennaio) | Imperatore Cesare Nerva Traiano Augusto II (gennaio-giugno) |  |
| suffectus  | Gneo Domizio [---] Curvio Tullo II (13-31 gennaio) | |  |
| suffectus  | Sesto Giulio Frontino II (febbraio) | |  |
| suffectus  | Lucio Giulio Urso II (marzo) | |  |
| suffectus  | Tito Vestricio Spurinna II (aprile) | |  |
| suffectus  | Gaio Pomponio Pio (maggio-giugno) | |  |
| suffecti   | Aulo Vicirio Marziale (luglio-agosto) | Lucio Mecio Postumo (luglio-agosto) |  |
| suffecti   | Gaio Pomponio Rufo Acilio Prisco Celio Sparso (settembre-ottobre) | Gneo Pompeo Feroce Liciniano (settembre-ottobre) |  |
| suffecti   | ? (novembre-dicembre) | ? (novembre-dicembre) |  |
| suffectus? | Publio Giulio Lupo | Publio Giulio Lupo |  |
| 99         | Aulo Cornelio Palma Frontoniano I (gennaio-febbraio?/marzo?) | Quinto Sosio Senecione I (gennaio-febbraio?/marzo?) |  |
| suffecti?  | ? (marzo?-aprile?) | ? (marzo?-aprile?) |  |
| suffecti   | Publio Sulpicio Lucrezio Barba (aprile?/maggio?-giugno) | Senecione Memmio Afro (aprile?/maggio?-giugno) |  |
| suffecti   | Quinto Fabio Barbaro Valerio Magno Giuliano (luglio-agosto) | Aulo Cecilio Faustino (luglio-agosto) |  |
| suffecti   | Quinto Fulvio Gillone Bittio Proculo (settembre-ottobre) | Marco Ostorio Scapula (settembre-ottobre) |  |
| suffecti   | ? (novembre-dicembre) | ? (novembre-dicembre) |  |
| suffecti   | Tiberio Giulio Feroce; Quinto Asinio Marcello-Aulo Cepione Crispino? | Tiberio Giulio Feroce; Quinto Asinio Marcello-Aulo Cepione Crispino? |  |
| 100        | Imperatore Cesare Nerva Traiano Augusto III (gennaio-febbraio) | Sesto Giulio Frontino III (gennaio) |  |
| suffectus  | | Lucio Giulio Urso III (febbraio?) |  |
| suffecti   | Marco Marcio Macro (marzo?-aprile) | Gaio Cilnio Proculo (marzo?-aprile) |  |
| suffecti   | Lucio Erennio Saturnino (maggio-giugno) | Tito Pomponio Mamiliano (maggio-giugno) |  |
| suffecti   | Quinto Acuzio Nerva (luglio-agosto) | Lucio Fabio Tusco (luglio-agosto) |  |
| suffecti   | Gaio Giulio Cornuto Tertullo (settembre-ottobre) | Gaio Plinio Cecilio Secondo (settembre-ottobre) |  |
| suffecti   | Lucio Roscio Eliano Mecio Celere (novembre-dicembre) | Tiberio Claudio Sacerdote Giuliano (novembre-dicembre) |  |

## II secolo
| ANNO       | Primo console | Secondo console |
| ---------- | --- | --- |
| 101        | Imperatore Cesare Nerva Traiano Augusto IV (gennaio) | Quinto Articuleio Peto (gennaio-marzo) |
| suffectus  | Sesto Attio Suburano Emiliano I (febbraio-marzo) | |
| suffecti   | Quinto Serveo Innocente (aprile-?) | Marco Mecio Celere (aprile-?) |
| suffecti   | [---]US Procu[---] (?-?) | ? (?-?) |
| suffecti   | Lucio Arrunzio Stella (attestato in ottobre) | Lucio Giulio Marino Cecilio Semplice (attestato in ottobre) |
| 102        | Lucio Giulio Urso Serviano II (gennaio-aprile) | Lucio Licinio Sura II (gennaio-febbraio) |
| suffectus  | | Lucio Fabio Giusto (1-31 marzo?) |
| suffecti   | Tito Didio Secondo (aprile?-giugno?) | Lucio Publilio Celso I (aprile?-giugno?) |
| suffecti   | Rubrio Gallo (luglio?-agosto?) | Galeone Tettieno Severo Marco Eppuleio Proculo Tiberio Cepione Ispone (luglio?-agosto?) |
| suffecti   | Lucio Antonio Albo (settembre?-dicembre) | Marco Giunio Omullo (settembre?-dicembre) |
| suffectus? | Decimo Terenzio Scauriano | Decimo Terenzio Scauriano |
| 103        | Imperatore Cesare Nerva Traiano Augusto V (1-13 gennaio?) | Manio Laberio Massimo (Marcio Crispino?) II (gennaio-marzo?) |
| suffectus  | Quinto Glizio Atilio Agricola II (13 gennaio?-marzo?) | |
| suffecti   | Publio Metilio Sabino Nepote (aprile?-giugno?) | Quinto Bebio Macro (aprile?-giugno?) |
| suffecti   | Marco Flavio Apro (luglio?-settembre?) | Gaio Trebonio Proculo Mettio Modesto (luglio?-settembre?) |
| suffectus  | [-?-] Annio Mela (ottobre?-dicembre) | Publio Calpurnio Macro Caulio Rufo (ottobre?-dicembre) |
| 104        | Sesto Attio Suburano Emiliano II (gennaio-marzo) | Marco Asinio Marcello (gennaio-marzo) |
| suffecti   | ? (aprile-giugno) | ? (aprile-giugno) |
| suffecti   | Sesto Subrio Destro Cornelio Prisco (luglio-settembre) | Gneo C[---]io Paolo Cesoniano (luglio-settembre) |
| suffecti   | ? (ottobre-dicembre) | ? (ottobre-dicembre) |
| suffectus? | Decimo Terenzio Scauriano | Decimo Terenzio Scauriano |
| 105        | Tiberio Giulio Candido Mario Celso II (gennaio-aprile) | Gaio Anzio Aulo Giulio Quadrato II (gennaio-aprile) |
| suffecti   | Gaio Giulio Quadrato Basso (maggio-agosto) | Gneo Afranio Destro (maggio-giugno) |
| suffectus  | | Quinto Celio Onorato (luglio-agosto) |
| suffecti   | Marco Vitorio Marcello (settembre-dicembre) | Gaio Cecilio Strabone (settembre-dicembre) |
| 106        | Lucio Ceionio Commodo (gennaio-giugno) | Sesto Vettuleno Civica Ceriale (gennaio-giugno) |
| suffecti   | Lucio Minicio Natale (luglio-dicembre) | Quinto Licinio Silvano Graniano Quadronio Proculo (luglio-dicembre) |
| suffecti?  | Quinto Asinio Marcello-Aulo Cepione Crispino; Marco Clodio Lunense-Publio Licinio Crasso | Quinto Asinio Marcello-Aulo Cepione Crispino; Marco Clodio Lunense-Publio Licinio Crasso |
| 107        | Lucio Licinio Sura III (gennaio-febbraio/aprile) | Quinto Sosio Senecione II (gennaio-febbraio/aprile) |
| suffectus  | Lucio Acilio Rufo (marzo-aprile) | Lucio Acilio Rufo (marzo-aprile) |
| suffecti   | Gaio Minicio Fundano (maggio-agosto) | Gaio Vettennio Severo (maggio-agosto) |
| suffecti   | Gaio Giulio Longino (settembre-dicembre) | Gaio Valerio Paolino (settembre-dicembre) |
| 108        | Appio Annio Trebonio Gallo (gennaio-aprile) | Marco Atilio Metilio Bradua (gennaio-aprile) |
| suffecti   | Publio Elio Adriano I (maggio-giugno) | Marco Trebazio Prisco (maggio-giugno) |
| suffecti   | Quinto Roscio Murena Celio Pompeo Falcone (luglio-?) | Marco Tizio Lustrico Bruzziano (luglio-?) |
| suffecti?  | Quinto Asinio Marcello-Aulo Cepione Crispino | Quinto Asinio Marcello-Aulo Cepione Crispino |
| 109        | Aulo Cornelio Palma Frontoniano II (gennaio-febbraio) | Publio Calvisio Tullo Rusone (gennaio-aprile) |
| suffectus  | Lucio Annio Largo (marzo-aprile) | |
| suffecti   | Gneo Antonio Fusco (maggio-agosto) | Gaio Giulio Antioco Epifane Filopappo (maggio-agosto) |
| suffecti   | Gaio Aburnio Valente (settembre-dicembre) | Gaio Giulio Proculo (settembre-dicembre) |
| 110        | Marco Peduceo Priscino (gennaio-?) | Servio Cornelio Scipione Salvidieno Orfito (gennaio-?) |
| suffecti   | Gaio Avidio Nigrino (?-giugno) | Tiberio Giulio Aquila Polemeano (?-giugno) |
| suffecti   | Lucio Catilio Severo Giuliano Claudio Regino I (luglio-?) | Gaio Eruciano Silone (luglio-?) |
| suffecti   | Aulo Larcio Prisco (?-dicembre) | Sesto Marcio Onorato (?-dicembre) |
| 111        | Gaio Calpurnio Pisone (gennaio-aprile) | Marco Vettio Bolano (gennaio-aprile) |
| suffecti   | Tito Avidio Quieto (maggio-agosto) | Lucio Eggio Marullo (maggio-agosto) |
| suffecti   | Lucio Ottavio Crasso (settembre-dicembre) | Publio Celio Apollinare (settembre-dicembre) |
| 112        | Imperatore Cesare Nerva Traiano Augusto VI (1-? gennaio) | Tito Sestio Africano (gennaio-marzo) |
| suffectus  | Marco(?) Licinio Rusone (? gennaio-marzo) | |
| suffecti   | Gneo Pinario Cornelio Severo (aprile-giugno) | Lucio Memmio Nigro Quinto Valerio Vegeto (aprile-giugno) |
| suffecti   | Publio Stertinio Quarto (luglio-settembre) | Tito Giulio Massimo Manliano Brocco Serviliano Aulo Quadronio Vero Lucio Servilio Vatia Cassio Camarte (luglio-settembre) |
| suffecti   | Gaio Claudio Severo (ottobre-dicembre) | Tito Settidio Firmo (ottobre-dicembre) |
| 113        | Lucio Publilio Celso II (gennaio-febbraio) | Gaio Clodio Crispino (gennaio-aprile) |
| suffectus  | Servio Cornelio Dolabella Metiliano Pompeo Marcello (marzo-aprile) | |
| suffecti   | Lucio Stertinio Norico (maggio-agosto) | Lucio Fadio Rufino (maggio-agosto) |
| suffecti   | Gneo Cornelio Urbico (settembre-dicembre) | Tito Sempronio Rufo (settembre-dicembre) |
| 114        | Quinto Ninnio Asta (gennaio-aprile) | Publio Manilio Vopisco Vicinilliano Lucio Elufrio Severo Giulio Quadrato Basso (gennaio-aprile) |
| suffecti   | Gaio Clodio Nummo (maggio-agosto) | Lucio Cesennio Sospite (maggio-agosto) |
| suffecti   | Lucio Lolliano Avito (settembre-dicembre) | Lucio Messio Rustico (settembre-dicembre) |
| 115        | Lucio Vipstano Messalla (gennaio-aprile) | Marco Pedone Vergiliano (1-? gennaio) |
| suffectus  | | Tito Statilio Massimo Severo Adriano (? gennaio-aprile) |
| suffecti   | Lucio Giulio Frugi (maggio-agosto) | Publio Giovenzio Celso Tito Aufidio Enio Severiano I (maggio-agosto) |
| suffecti   | Marco Pompeo Macrino (settembre-dicembre) | Tito Vibio Varo (settembre-dicembre) |
| 116        | Lucio Fundanio Lamia Eliano (gennaio-marzo?) | Sesto Carminio Vetere (gennaio-marzo?) |
| suffecti   | Tiberio Giulio Secondo (aprile?-giugno?) | Marco Egnazio Marcellino (aprile?-giugno?) |
| suffecti   | Decimo Terenzio Genziano (luglio?-agosto?) | Quinto CO[---] (forse Quinto Cornelio Senecione Anniano o Quinto Celio Onorato) (luglio?-agosto?) |
| suffecti   | Lucio Stazio Aquila (settembre?-dicembre) | Gaio Giulio Alessandro Bereniciano (settembre?-dicembre) |
| 117        | Quinto Aquilio Nigro (gennaio-marzo?) | Marco Rebilo Aproniano (gennaio-marzo?) |
| suffecti   | ? (aprile?-giugno?) | ? (aprile?-giugno?) |
| suffecti   | Lucio Cossonio Gallo Vecilio Crispino Mansuanio Marcellino Numisio Sabino (luglio?-agosto?) | Publio Afranio Flaviano? (luglio?-agosto?) |
| suffecti   | ? (settembre?-ottobre) | Gneo Minicio Faustino (settembre?-ottobre) |
| suffecti   | ? (novembre-dicembre) | ? (novembre-dicembre) |
| suffectus? | Sesto Erucio Claro I; Lusio Quieto | Sesto Erucio Claro I; Lusio Quieto |
| 118        | Imperatore Cesare Traiano Adriano Augusto II (gennaio-giugno) | Gneo Pedanio Fusco Salinatore (gennaio-15 marzo) |
| suffectus  | | Bellicio Tebaniano (15 marzo-1 o 15 maggio) |
| suffectus  | | Gaio Ummidio Quadrato Sertorio Severo (1 o 15 maggio-giugno) |
| suffecti   | Lucio Pomponio Basso (luglio-agosto) | Tito Sabinio Barbaro (luglio-agosto) |
| 119        | Imperatore Cesare Traiano Adriano Augusto III (gennaio-aprile) | Publio Dasumio Rustico (gennaio-febbraio?) |
| suffectus  | | Aulo Platorio Nepote Aponio Italico Maniliano Gaio Licinio Pollione (marzo?-aprile) |
| suffecti   | Quinto Coredio Gallo Gargilio Antiquo (maggio-giugno?) | Quinto Vibio Gallo (maggio-giugno?) |
| suffecti   | ? (luglio?-agosto?) | ? (luglio?-agosto?) |
| suffecti   | ? (settembre?-ottobre) | ? (settembre?-ottobre) |
| suffecti   | Gaio Erennio Capella (novembre-dicembre) | Lucio Celio Rufo (novembre-dicembre) |
| 120        | Lucio Catilio Severo Giuliano Claudio Regino II (gennaio-dopo il 7 febbraio) | Tito Aurelio Fulvo Boionio Arrio Antonino I (gennaio-aprile?) |
| suffectus? | ? (dopo il 7 febbraio-aprile?) | |
| suffecti   | Gaio Quinzio Certo Poblicio Marcello (maggio-giugno) | Lucio Rutilio Propinquo (maggio-giugno) |
| suffecti   | Gaio Arminio Gallo (attestato il 19 ottobre) | Gaio Atilio Serrano (attestato il 19 ottobre) |
| suffecti?  | Quinto Aburnio Cediciano-Gaio Bruttio Presente Lucio Fulvio Rustico I (dicembre?); [---]cato Publio Valerio Prisco | Quinto Aburnio Cediciano-Gaio Bruttio Presente Lucio Fulvio Rustico I (dicembre?); [---]cato Publio Valerio Prisco |
| 121        | Marco Annio Vero II (gennaio) | Gneo Arrio Augure (gennaio-febbraio) |
| suffectus  | ? (febbraio) | |
| suffecti   | Marco Erennio Fausto (Tiberio Giulio Clemente Tadio Flacco?) (marzo-aprile) | Quinto Pomponio Rufo Marcello (marzo-aprile) |
| suffecti   | Tito Pomponio Antistiano Funisulano Vettoniano (maggio-giugno) | Lucio Pomponio Silano (maggio-giugno) |
| suffecti   | Marco Statorio Secondo (luglio-agosto) | Lucio Sempronio Merula Auspicato (luglio-agosto) |
| suffecti   | ? (settembre-ottobre) | ? (settembre-ottobre) |
| suffecti   | ? (forse Gaio Trebio Massimo) (novembre-dicembre) | ? (forse Tito Calestrio Tirone Orbio Sperato) (novembre-dicembre) |
| suffecti?  | Quinto Aburnio Cediciano-Gaio Bruttio Presente Lucio Fulvio Rustico I (prima di dicembre); [---]cato Publio Valerio Prisco; Lucio Cornelio Latiniano | Quinto Aburnio Cediciano-Gaio Bruttio Presente Lucio Fulvio Rustico I (prima di dicembre); [---]cato Publio Valerio Prisco; Lucio Cornelio Latiniano |
| 122        | Manio Acilio Aviola (gennaio-dopo il 19 marzo) | Lucio Corellio Nerazio Pansa (gennaio-dopo il 19 marzo) |
| suffecti   | Tiberio Giulio (Candido?) Capitone (attestato il 17 luglio) | Lucio Vitrasio Flaminino (attestato il 17 luglio) |
| suffecti   | Gaio Trebio Massimo (attestato il 18 novembre) | Tito Calestrio Tirone Orbio Sperato (attestato il 18 novembre) |
| suffectus? | Lucio Cornelio Latiniano | Lucio Cornelio Latiniano |
| 123        | Quinto Articuleio Petino (gennaio-aprile?) | Lucio Venuleio Aproniano Ottavio Prisco (gennaio-aprile?) |
| suffecti   | Tito Prifernio Peto Rosiano Gemino (maggio?-giugno?) | Publio Metilio Secondo (maggio?-giugno?) |
| suffecti   | Tito Salvio Rufino Minicio Opimiano (luglio?-agosto?) | Gneo Senzio Aburniano (luglio?-agosto) |
| suffecti   | ? (settembre?-ottobre?) | ? (settembre?-ottobre?) |
| suffecti   | ? (novembre?-dicembre?) | ? (novembre?-dicembre?) |
| suffecti?  | Lucio Cornelio Latiniano | Lucio Cornelio Latiniano |
| 124        | Manio Acilio Glabrione (gennaio-aprile) | Gaio Bellicio Flacco Torquato Tebaniano (gennaio-aprile) |
| suffecti   | Aulo Larcio Macedone (maggio-agosto) | Publio Ducenio Verre (Vero?) (maggio-agosto) |
| suffecti   | Gaio Giulio Gallo (settembre-dicembre) | Gaio Valerio Severo (settembre-dicembre) |
| 125        | Marco Lollio Paolino Decimo Valerio Asiatico Saturnino II (gennaio-?) | Lucio Epidio Tizio Aquilino (gennaio-?) |
| suffectus? | ? (?-?) | |
| suffecti?  | ? (?-maggio) | ? (?-giugno) |
| suffecti   | Quinto Vetina Vero (giugno-?) | Publio Lucio Cosconiano (giugno-?) |
| suffecti?  | [---] Nigro-Tiberio Lartidio Celere (attestati in settembre/ottobre) | [---] Nigro-Tiberio Lartidio Celere (attestati in settembre/ottobre) |
| 126        | Marco Annio Vero III (gennaio-febbraio) | Gaio Eggio Ambibulo |
| suffectus  | Lucio Valerio Propinquo Granio Fabiano Grattio Cereale Geminio Restituto(?) (marzo-aprile?) | |
| suffecti   | Lucio Cuspio Camerino (attestato il 1º luglio) | Gaio Senio Severo (attestato il 1º luglio) |
| suffecti?  | Gaio Calpurnio Flacco-Lucio Trebio Germano (attestati il 15 dicembre); Sesto Giulio Maggiore | Gaio Calpurnio Flacco-Lucio Trebio Germano (attestati il 15 dicembre); Sesto Giulio Maggiore |
| 127        | Tito Atilio Rufo Tiziano (gennaio-marzo) | Marco Gavio Squilla Gallicano (gennaio-marzo) |
| suffecti   | Publio Tullio Varrone (aprile) | Decimo(?) Giunio Peto (aprile) |
| suffecti   | Quinto Tineio Rufo (maggio-settembre) | Marco Licinio Celere (maggio-settembre) |
| suffecti   | Lucio Emilio Giunco (ottobre-dicembre) | Gneo Minicio Faustino Sesto Giulio Severo (ottobre-dicembre) |
| 128        | Lucio Nonio Calpurnio Torquato Asprenate II (gennaio) | Marco Annio Libone (gennaio-marzo) |
| suffectus  | Lucio Cesennio Antonino (febbraio-marzo) | |
| suffecti   | Marco Giunio Mettio Rufo (aprile-giugno) | Quinto Pomponio Materno (aprile-giugno) |
| suffecti   | Lucio Valerio Flacco (luglio-settembre) | Marco [---] Quinto Giu[nio Omullo?] (luglio-settembre) |
| suffecti   | Aulo Egrilio Plariano (ottobre-dicembre) | Quinto [---] (ottobre-dicembre) |
| 129        | Publio Giovenzio Celso Tito Aufidio Enio Severiano II (gennaio-aprile) | Lucio Nerazio Marcello II (gennaio) |
| suffectus  | | Quinto Giulio Balbo (febbraio-aprile) |
| suffecti   | Tiberio Giulio Giuliano Alessandro (tra maggio e dicembre) | [---] Casto (tra maggio e dicembre) |
| suffecti?  | Quinto Insteio Celere; Severo-Flavio Arriano | Quinto Insteio Celere; Severo-Flavio Arriano |
| 130        | Quinto Fabio Catullino (gennaio-febbraio) | Marco Flavio Apro (gennaio-febbraio) |
| suffecti   | Cassio Agrippa/Agrippino (marzo-?) | Tiberio Claudio Quartino (marzo-?) |
| suffecti?  | Quinto Insteio Celere; Severo-Flavio Arriano | Quinto Insteio Celere; Severo-Flavio Arriano |
| 131        | Servio/Sergio Ottavio Lenate Ponziano (gennaio-aprile) | Marco Antonio Rufino (gennaio-aprile) |
| suffecti   | Lucio Fabio Gallo (maggio-agosto) | Quinto Fabio Giuliano Optaziano (maggio-agosto) |
| suffecti   | ? (settembre-dicembre) | ? (settembre-dicembre) |
| suffectus? | Quinto Insteio Celere | Quinto Insteio Celere |
| 132        | Gaio Giunio Serio Augurino (gennaio-aprile) | Gaio Trebio Sergiano (gennaio-aprile) |
| suffecti   | ? (maggio-agosto) | ? (maggio-agosto) |
| suffecti   | Gaio Acilio Prisco (settembre-dicembre) | Aulo Cassio Arriano (Apro Veturio Severo?) (settembre-dicembre) |
| suffectus? | Quinto Insteio Celere | Quinto Insteio Celere |
| 133        | Marco/Gaio Antonio Ibero (gennaio-aprile) | Publio Mummio Sisenna (gennaio-aprile) |
| suffecti   | Quinto Flavio Tertullo (maggio-agosto) | Quinto Giunio Rustico I (maggio-agosto) |
| suffecti   | Tiberio Claudio Attico Erode (settembre-dicembre) | Publio Sufenate Vero (settembre-dicembre) |
| 134        | Lucio Giulio Urso Serviano III (gennaio-?) | Tito Vibio Varo (gennaio-aprile) |
| suffectus  | Tito Aterio Nepote (?-aprile) | |
| suffecti   | ? (maggio-agosto) | ? (maggio-agosto) |
| suffecti   | Publio Licinio Pansa (settembre-dicembre) | Lucio Attio Macrone (settembre-dicembre) |
| 135        | Lucio Tutilio Luperco Ponziano (gennaio-aprile) | Publio Calpurnio Atiliano (Attico Rufo?) (gennaio-aprile) |
| suffecti   | Lucio Burbuleio Ligariano (maggio-agosto) | Marco Cuzio Prisco Messio Rustico Emilio Papo Arrio Proculo Giulio Celso (maggio-agosto) |
| suffecti   | Gneo Papirio Eliano Emilio Tuscillo (settembre-dicembre) | Publio Rutilio Fabiano (settembre-dicembre) |
| 136        | Lucio Ceionio Commodo I | Sesto Vettuleno Civica Pompeiano |
| suffectus? | Quinto Lollio Urbico | Quinto Lollio Urbico |
| 137        | Lucio Elio Cesare II | Publio Celio Balbino Vibullio Pio |
| 138        | Cano Giunio Nigro (gennaio-marzo) | Gaio Pomponio Camerino (gennaio-marzo) |
| suffecti   | Marco Vindio Vero (aprile-giugno) | Publio Pattumeio Clemente (aprile-giugno) |
| suffecti   | ? (luglio-settembre) | ? (luglio-settembre) |
| suffecti   | Publio Cassio Secondo (ottobre-dicembre) | Publio Delfio Peregrino Alfio Allenio Massimo Curzio Valeriano Proculo Marco Nonio Muciano (ottobre-dicembre) |
| suffecti?  | Gaio Giulio Severo; [---]US Prisco; Gaio Giavoleno Calvino Geminio Capitone Cornelio Pollione Squilla Quinto Volcacio Scuppidio Vero?; [---] Pompeo Vopisco Gaio Arrunzio Catellio Celere Allio Sabino?; Lucio Sergio Paolo I | Gaio Giulio Severo; [---]US Prisco; Gaio Giavoleno Calvino Geminio Capitone Cornelio Pollione Squilla Quinto Volcacio Scuppidio Vero?; [---] Pompeo Vopisco Gaio Arrunzio Catellio Celere Allio Sabino?; Lucio Sergio Paolo I |
| 139        | Imperatore Cesare Tito Elio Adriano Antonino Augusto Pio II (gennaio-aprile?) | Gaio Bruttio Presente Lucio Fulvio Rustico II (gennaio-aprile?) |
| suffecti   | ? (maggio?-giugno?) | ? (maggio?-giugno?) |
| suffecti   | Lucio Minicio Natale Quadronio Vero (luglio?-agosto?) | Lucio Claudio Proculo (Corneliano?) (luglio?-agosto?) |
| suffecti   | ? (settembre?-ottobre) | Gaio Giulio Scapula (settembre?-ottobre) |
| suffecti   | Marco Ceccio Giustino (novembre-dicembre) | Gaio Giulio Basso (novembre-dicembre) |
| suffecti?  | Appio Annio Gallo; [---]US Prisco; Domizio Seneca | Appio Annio Gallo; [---]US Prisco; Domizio Seneca |
| 140        | Imperatore Cesare Tito Elio Adriano Antonino Augusto Pio III (gennaio-?) | Marco Aurelio Cesare I (gennaio-?) |
| suffectus? | ? (?-?) | |
| suffecti   | ? (tra luglio e ottobre) | [-?-] Giulio Crassipede (tra luglio e ottobre) |
| suffecti   | Marco Barbio (Fulvio Rustico?) Emiliano (novembre-dicembre) | Tito Flavio Giuliano (novembre-dicembre) |
| suffecti?  | Domizio Seneca; Tiberio Claudio Saturnino | Domizio Seneca; Tiberio Claudio Saturnino |
| 141        | Tito Enio Severo (gennaio-febbraio) | Marco Peduceo Stloga Priscino (gennaio-febbraio) |
| suffecti   | ? (marzo-aprile) | ? (marzo-aprile) |
| suffecti   | ? (maggio-giugno) | ? (maggio-giugno) |
| suffecti   | ? (luglio-agosto) | ? (luglio-agosto) |
| suffecti   | Tito Quinzio Cesernio Stazio Staziano Memmio Macrino (settembre-ottobre) | ? (settembre-ottobre) |
| suffecti   | Lucio Annio Fabiano (novembre-dicembre) | ? (novembre-dicembre) |
| suffecti?  | Tiberio Claudio Saturnino; Gaio Claudio Massimo | Tiberio Claudio Saturnino; Gaio Claudio Massimo |
| 142        | Lucio Cuspio Pattumeio Rufino (gennaio-marzo) | Lucio Stazio Quadrato (gennaio-marzo) |
| suffecti   | Lucio Granio Casto (aprile-giugno) | Tiberio Giunio Giuliano (aprile-giugno) |
| suffecti   | Marco Cornelio Frontone (luglio-agosto) | Gaio (Etrilio Regillo?) Laberio Prisco (luglio-agosto) |
| suffecti   | Lucio Tusidio Campestre (settembre-ottobre) | Quinto Cornelio Senecione (Anniano?) (settembre-ottobre) |
| suffecti   | [--- Sulpicio?] Giuliano (novembre-dicembre) | Tiberio Giulio Casto? (novembre-dicembre) |
| 143        | Gaio Bellico Flacco Torquato (gennaio-marzo?) | Lucio Vibullio Ipparco Tiberio Claudio Attico Erode (gennaio-marzo?) |
| suffecti   | ? (aprile?-giugno) | ? (aprile?-giugno) |
| suffecti   | Quinto Giunio Calamo (luglio-settembre?) | Marco Valerio Giuniano (luglio-settembre?) |
| suffecti   | ? (forse [---] Pinario Casto) (ottobre?-dicembre) | ? (ottobre?-dicembre) |
| suffecti?  | Gaio Claudio Massimo | Gaio Claudio Massimo |
| 144        | Lucio Edio Rufo Lolliano Avito (gennaio-febbraio) | Tito Statilio Massimo (gennaio-febbraio) |
| suffecti   | Lucio Emilio Caro (marzo-giugno?) | Quinto Egrilio Plariano (marzo-giugno?) |
| suffecti   | [---]US (luglio?-settembre) | Quinto Laberio Liciniano (luglio?-settembre) |
| suffecti   | Lucio Marcio Celere Marco Calpurnio Longo (ottobre-dicembre) | Decimo Velio Fido (ottobre-dicembre) |
| suffecti?  | Gaio Claudio Massimo | Gaio Claudio Massimo |
| 145        | Imperatore Cesare Tito Elio Adriano Antonino Augusto Pio IV (gennaio-febbraio?) | Marco Aurelio Cesare II (gennaio-febbraio?) |
| suffecti   | Lucio Lamia Silvano (marzo?-aprile) | Lucio (Elvidio?) Poblicola Prisco (marzo?-aprile) |
| suffecti   | Gneo Arrio Cornelio Proculo (maggio-giugno) | Decimo Giunio (Peto?) (maggio-giugno) |
| suffecti   | Quinto Mustio Prisco (luglio-agosto) | Marco Ponzio Leliano (luglio-agosto) |
| suffecti   | Lucio Petronio Sabino (settembre-ottobre) | Gaio Vicrio Rufo (settembre-ottobre) |
| suffecti   | Gaio Fadio Rufo (novembre-dicembre) | Publio Vicrio [---] (novembre-dicembre) |
| 146        | Sesto Erucio Claro II (gennaio-febbraio) | Gneo Claudio Severo Arabiano (gennaio-aprile) |
| suffectus  | Quinto Licinio Modesto (Sesto?) Attio Labeone (marzo-aprile) | |
| suffecti   | Publio Mummio Sisenna Rutiliano (maggio-giugno) | Tito Prifernio Peto Rosiano Nonio [Agric]ola(?) Gaio Labeone [Tettio? Gemino?] (maggio-giugno) |
| suffecti   | Gneo Terenzio Omullo Iuniore (luglio-agosto) | Lucio Aurelio Gallo (luglio-agosto) |
| suffecti   | Quinto Voconio Saxa Fido (settembre-ottobre) | Gaio (Arrunzio? o Ummidio Quadrato?) Anniano Vero (settembre-ottobre) |
| suffecti   | Lucio Emilio Longo (novembre-dicembre) | Lucio Stertinio Quintiliano Acilio Strabone Quinto Cornelio Rustico Apronio Senecione Proculo (novembre-dicembre) |
| 147        | Gaio Prastina Messalino (gennaio-marzo) | Lucio Annio Largo (gennaio-marzo) |
| suffecti   | Aulo (Giulio? TIberio?) Claudio Carace (aprile-giugno) | Quinto Fuficio Cornuto (aprile-giugno) |
| suffecti   | [-?-] Cupresseno Gallo (luglio-settembre) | Quinto Cornelio Quadrato (luglio-settembre) |
| suffecti   | Sesto Cocceio Severiano Onorino (ottobre-dicembre) | Tiberio Licinio Cassio Cassiano (ottobre-?) |
| suffectus  | | Gaio Popilio Caro Pedone (?-dicembre) |
| 148        | Lucio Ottavio Cornelio Publio Salvio Giuliano Emiliano (gennaio-marzo) | Gaio Bellicio Calpurnio Torquato (gennaio-marzo) |
| suffecti   | [-?-] Satirio Firmo (aprile-giugno) | Gaio Salvio Capitone (aprile-giugno) |
| suffecti   | Lucio Celio Festo (luglio-settembre?) | Publio Orfidio Senecione (luglio-settembre?) |
| suffecti   | Gaio Fabio Agrippino (settembre?-dicembre) | Marco Antonio Zenone (settembre?-dicembre) |
| suffecti?  | [-?-] Pinario Casto | ? |
| 149        | Servio Cornelio Scipione Salvidieno Orfito (gennaio-marzo?) | Quinto Pompeo Senecione [---] Bellicio Sollerte Giulio Acre Ducenio Proculo Rutiliano Rufino Claudio Fusco Saxa Amintiano Sosio Prisco (gennaio-marzo?) |
| suffecti   | ? (aprile?-giugno?) | ? (aprile?-giugno?) |
| suffecti   | Quinto Passieno Licino (luglio?-settembre?) | Gaio Giulio Avito (luglio?-settembre?) |
| suffecti   | ? (forse [---] Pinario Casto) (ottobre?-dicembre) | ? (ottobre?-dicembre) |
| suffecti?  | Tito Flavio Longino Quinto Marcio Turbone; Gneo Giulio Vero; Publio Cluvio Massimo Paolino | Tito Flavio Longino Quinto Marcio Turbone; Gneo Giulio Vero; Publio Cluvio Massimo Paolino |
| 150        | Marco Gavio Squilla Gallicano (gennaio-marzo?) | Sesto Carminio Vetere (gennaio-marzo?) |
| suffecti   | [---]MUS (aprile?-giugno?) | Gaio (Laberio Prisco?) (aprile?-giugno?) |
| suffecti   | Marco Cassio Apollinare (luglio?-settembre?) | Marco Petronio Mamertino (luglio?-settembre?) |
| suffecti   | Gaio Curzio Giusto (ottobre-dicembre) | Gaio Giulio Giuliano (ottobre-dicembre) |
| suffecti?  | Tito Flavio Longino Quinto Marcio Turbone; Gneo Giulio Vero; Lucio Novio Crispino Marziale Saturnino; Decimo Seio Seneca | Tito Flavio Longino Quinto Marcio Turbone; Gneo Giulio Vero; Lucio Novio Crispino Marziale Saturnino; Decimo Seio Seneca |
| 151        | Sesto Quintilio Condiano (gennaio-marzo?) | Sesto Quintilio Valerio Massimo (gennaio-marzo?) |
| suffecti   | ? (aprile?-giugno?) | ? (aprile?-giugno?) |
| suffecti   | Marco Cominio Secondo (luglio?-settembre?) | Lucio Attidio Corneliano (luglio?-settembre?) |
| suffecti?  | ? (ottobre?-dicembre) | ? (ottobre?-dicembre) |
| suffecti?  | Tito Flavio Longino Quinto Marcio Turbone; Gneo Giulio Vero; Lucio Novio Crispino Marziale Saturnino; Decimo Seio Seneca; Tito Pomponio Proculo Vitrasio Pollione | Tito Flavio Longino Quinto Marcio Turbone; Gneo Giulio Vero; Lucio Novio Crispino Marziale Saturnino; Decimo Seio Seneca; Tito Pomponio Proculo Vitrasio Pollione |
| 152        | Manio Acilio Glabrione Gneo Cornelio Severo (gennaio-marzo) | Marco Valerio Omullo (gennaio-marzo) |
| suffecti   | Publio Sufenate (Vero?) (aprile-giugno) | Lucio Dasumio Tullio Tusco (aprile-giugno) |
| suffecti   | Gaio Novio Prisco (luglio-settembre) | Lucio Giulio Romolo (luglio-settembre) |
| suffecti   | Publio Cluvio Massimo Paolino (ottobre-dicembre) | Marco Servilio Silano (ottobre-dicembre) |
| 153        | Lucio Fulvio (Rustico?) Gaio Bruttio Presente Min[---] Valerio Massimo Pompeo L[---] Valente Cornelio Proculo [---] Aquilio Veientone (gennaio-marzo) | Aulo Giunio Rufino (gennaio-marzo) |
| suffecti   | (Sesto Cecilio? o Gaio Giulio?) Massimo (aprile-giugno) | Marco Ponzio Sabino (aprile-giugno) |
| suffecti   | Publio Settimio Apro (luglio-settembre) | Marco Sedazio Severiano Giulio Acre Metilio Nepote Rufino Tiberio Rutiliano Censore (luglio-settembre) |
| suffecti   | Gaio Cattio Marcello (ottobre-dicembre) | Quinto Petiedio Gallo (ottobre-dicembre) |
| 154        | Lucio Elio Aurelio Commodo (gennaio-marzo) | Tito Sestio Laterano Marco Vibio Ovellio(?) Secondo Lucio Volusio Torquato(?) Vestino (gennaio-marzo) |
| suffecti   | [---] Peto (aprile-giugno) | Marco Nonio Macrino |
| suffecti   | (Marco Valerio?) Etrusco (luglio-agosto) | Lucio (Emilio Giunco?) (luglio-agosto) |
| suffecti   | Tiberio Claudio Giuliano (settembre-ottobre) | Sesto Calpurnio Agricola (settembre-ottobre) |
| suffecti   | Gaio Giulio Stazio Severo (novembre-dicembre) | Tito Giunio Severo (novembre-dicembre) |
| 155        | Gaio Giulio Severo (gennaio-marzo?) | Marco Giunio Rufino Sabiniano (gennaio-marzo?) |
| suffecti   | Gaio Aufidio Vittorino Mulvio [---] Marcellino Resio Pel[---] Numisio Rufo Arrio Paolino [---] Camillo Giusto Cocceio Gallo I (aprile-?) | Marco Gavio [---] (aprile-?) |
| suffecti   | ? (?-?) | ? (?-?) |
| suffecti   | Anzio Pollione (?-novembre) | Minicio Opimiano (?-novembre) |
| suffecti   | Decimo Rupilio Severo (dicembre) | Lucio Giulio Tito Statilio Severo (dicembre) |
| suffecti?  | Massimo Luciliano | Massimo Luciliano |
| 156        | Marco Ceionio Silvano (gennaio-febbraio?) | Gaio Serio Augurino (gennaio-febbraio?) |
| suffecti   | Aulo Avillio Urinazio Quadrato (marzo?-aprile?) | [---] Strabone Emiliano (marzo?-aprile?) |
| suffecti   | ? (maggio?-giugno?) | ? (maggio?-giugno?) |
| suffecti   | ? (luglio?-agosto?) | ? (luglio?-agosto?) |
| suffecti   | ? (settembre?-ottobre?) | ? (settembre?-ottobre?) |
| suffecti   | Quinto Canusio Prenestino (novembre?-dicembre) | Gaio Lusio Sparso (novembre?-dicembre) |
| suffecti?  | Massimo Luciliano; Quinto Antonio Isaurico-Lucio Aurelio Flacco (attestati il 5 maggio); Gaio Giulio Pisibano-[---] Lepido | Massimo Luciliano; Quinto Antonio Isaurico-Lucio Aurelio Flacco (attestati il 5 maggio); Gaio Giulio Pisibano-[---] Lepido |
| 157        | Marco Vettuleno Civica Barbaro (gennaio-marzo) | Marco Metilio Aquillio Regolo Nepote Volusio Torquato Frontone (gennaio-marzo) |
| suffecti   | Lucio Roscio Eliano Paculo (aprile-giugno?) | Gneo Papirio Eliano (aprile-giugno?) |
| suffecti   | Gaio Giulio Commodo Orfiziano (luglio?-settembre?) | Gaio Celio Secondo (luglio?-settembre?) |
| suffecti   | Quinto (Vilio Proculo? o Virio Larcio Sulpicio?) (ottobre?-dicembre) | Quinto [---]bino o [---]sino (ottobre?-dicembre) |
| suffecti?  | Quinto Antonio Isaurico-Lucio Aurelio Flacco (attestati il 5 maggio); Gaio Giulio Pisibano-[---] Lepido | Quinto Antonio Isaurico-Lucio Aurelio Flacco (attestati il 5 maggio); Gaio Giulio Pisibano-[---] Lepido |
| 158        | Sesto Sulpicio Tertullo (gennaio-marzo?) | Quinto Tineio Sacerdote Clemente (gennaio-marzo?) |
| suffecti   | ? (aprile?-giugno?) | ? (aprile?-giugno?) |
| suffecti   | Marco Servilio Fabiano Massimo (luglio?-agosto?) | Quinto/Marco Iallio Basso (Fabio Valeriano?) (luglio?-agosto?) |
| suffecti   | Quinto Pomponio Musa (settembre?-dicembre?) | Lucio Cassio Giovenale (settembre?-dicembre?) |
| suffecti?  | Quinto Antonio Isaurico-Lucio Aurelio Flacco (attestati il 5 maggio); Gaio Giulio Pisibano-[---] Lepido | Quinto Antonio Isaurico-Lucio Aurelio Flacco (attestati il 5 maggio); Gaio Giulio Pisibano-[---] Lepido |
| 159        | Plauzio Quintillo (gennaio-marzo) | Marco Stazio Prisco Licinio Italico (gennaio-marzo) |
| suffecti   | Marco Pisibanio Lepido (aprile-giugno) | Lucio Matuccio Fuscino (aprile-giugno) |
| suffecti   | [-?-] Cornelio [---]ciò Destro Augustano Alpino Bellicio Sollerte Metilio [---]US Rutiliano (luglio-settembre) | ? (luglio-settembre) |
| suffecti   | Aulo Curzio Crispino (ottobre-dicembre) | ? (ottobre-dicembre) |
| 160        | Appio Annio Atilio Bradua (gennaio-febbraio) | Tito Clodio Vibio Varo (gennaio-febbraio) |
| suffecti   | Aulo Platorio Nepote Calpurniano (marzo-aprile?) | Marco Postumio Festo (marzo-aprile?) |
| suffecti   | Gaio Settimio(?) Severo (maggio?-giugno?) | [---] Flavo? (maggio?-giugno?) |
| suffecti   | Gaio Prastina Pacato (luglio?-settembre?) | Marco Censorio Paolo (luglio?-settembre?) |
| suffecti   | Tiberio Oclazio Severo (ottobre?-dicembre) | Quinto(?) Ninnio Astato (ottobre?-dopo il 18 dicembre) |
| suffectus  | | Novio Sabiniano (dopo il 18-31 dicembre) |
| 161        | Marco Aurelio Cesare III (1-13 o 31 gennaio) | Lucio Elio Aurelio Commodo II (1-13 o 31 gennaio) |
| suffecti   | Marco Annio Libone (13 gennaio o 1 febbraio-marzo?) | Quinto Camurio Numisio Iuniore (13 gennaio o 1 febbraio-marzo?) |
| suffecti   | ? (aprile?-giugno?) | ? (aprile?-giugno?) |
| suffecti   | ? (luglio?-settembre?) | ? (luglio?-settembre?) |
| suffecti   | Gaio Giulio Geminio Capelliano (ottobre?-dicembre) | Tito Flavio Boeto (ottobre?-dicembre) |
| suffecti?  | Gneo Claudio Severo I; Publio Furio Saturnino; Sesto Emilio Equestre; Tiberio Claudio Agrippino; Lucio Venuleio Aproniano Ottavio Prisco I; Sesto Pedio Irruto Lucilio Pollione; Lucio IU[---]; Lucio Pomponio Basso Casco Scriboniano; Tiberio Claudio Frontino; Aulo Giulio Proculo; Gaio Giavoleno Calvino Geminio Capitone Cornelio Pollione Squilla Quinto Volcacio Scuppidio Vero?; Publio Seio Fusciano I?; Marco Flavio Apro I?; Lucio Fulvio Rustico?; [---] Pompeo Vopisco Gaio Arrunzio Catellio Celere Allio Sabino?; Vibio Basso?; | Gneo Claudio Severo I; Publio Furio Saturnino; Sesto Emilio Equestre; Tiberio Claudio Agrippino; Lucio Venuleio Aproniano Ottavio Prisco I; Sesto Pedio Irruto Lucilio Pollione; Lucio IU[---]; Lucio Pomponio Basso Casco Scriboniano; Tiberio Claudio Frontino; Aulo Giulio Proculo; Gaio Giavoleno Calvino Geminio Capitone Cornelio Pollione Squilla Quinto Volcacio Scuppidio Vero?; Publio Seio Fusciano I?; Marco Flavio Apro I?; Lucio Fulvio Rustico?; [---] Pompeo Vopisco Gaio Arrunzio Catellio Celere Allio Sabino?; Vibio Basso?; |
| 162        | Quinto Giunio Rustico II | Lucio Tizio Plauzio Aquilino |
| suffecti   | Tiberio Claudio Paolino (attestato il 23 agosto) | Tiberio Claudio Pompeiano I (attestato il 23 agosto) |
| suffectus  | Decimo Fonteio Frontiniano Lucio Stertinio Rufo | Decimo Fonteio Frontiniano Lucio Stertinio Rufo |
| suffectus  | Marco Insteio Bitinico | Marco Insteio Bitinico |
| suffecti?  | Gneo Claudio Severo I; Lucio Pullaieno Gargilio Antiquo; Gaio Allio Fusciano; (Publio Calpurnio?) Proculo-Munazio (Prisco?); [---] Soemo; Sesto Cornelio Clemente; Lucio Nerazio Proculo | Gneo Claudio Severo I; Lucio Pullaieno Gargilio Antiquo; Gaio Allio Fusciano; (Publio Calpurnio?) Proculo-Munazio (Prisco?); [---] Soemo; Sesto Cornelio Clemente; Lucio Nerazio Proculo |
| 163        | Marco Ponzio Leliano | Aulo Giunio Pastore Lucio Cesennio Sospite |
| suffecti?  | (Publio Calpurnio?) Proculo-Munazio (Prisco?); [---] Soemo; Publio Giulio Scapula Tertullo; Sesto Cornelio Clemente; Lucio Nerazio Proculo | (Publio Calpurnio?) Proculo-Munazio (Prisco?); [---] Soemo; Publio Giulio Scapula Tertullo; Sesto Cornelio Clemente; Lucio Nerazio Proculo |
| 164        | Marco Pompeo Macrino | Publio Giovenzio Celso |
| suffecti   | Tiberio Aterio Saturnino (attestato il 21 luglio) | Quinto Cecilio Avito (attestato il 21 luglio) |
| suffectus? | Gaio Recio Rufo; (Publio Calpurnio?) Proculo-Munazio (Prisco?); Publio Giulio Scapula Tertullo; [---]CI[-]US-Lucio Emilio Frontino; Sesto Cornelio Clemente; Lucio Nerazio Proculo | Gaio Recio Rufo; (Publio Calpurnio?) Proculo-Munazio (Prisco?); Publio Giulio Scapula Tertullo; [---]CI[-]US-Lucio Emilio Frontino; Sesto Cornelio Clemente; Lucio Nerazio Proculo |
| 165        | Marco Gavio Orfito (gennaio-febbraio?) | Lucio Arrio Pudente (gennaio-febbraio?) |
| suffecti   | Publio Giulio Casto (marzo-?) | ? (marzo-?) |
| suffecti   | Marco Claudio Frontone | ? |
| suffecti   | Lucio Tusidio Campestre | ? |
| suffecti   | [---] Giuliano | ? |
| suffecti?  | Gaio Mesio Picaziano; Publio Vigellio Raio Plario Saturnino Atilio Braduano Caucidio Tertullo; (Publio Calpurnio?) Proculo-Munazio (Prisco?); [---]CI[-]US-Lucio Emilio Frontino; Novio Prisco; Sesto Cornelio Clemente; Lucio Nerazio Proculo | Gaio Mesio Picaziano; Publio Vigellio Raio Plario Saturnino Atilio Braduano Caucidio Tertullo; (Publio Calpurnio?) Proculo-Munazio (Prisco?); [---]CI[-]US-Lucio Emilio Frontino; Novio Prisco; Sesto Cornelio Clemente; Lucio Nerazio Proculo |
| 166        | Quinto Servilio Pudente (gennaio-febbraio) | Lucio Fufidio Pollione (gennaio-febbraio) |
| suffecti   | Marco Vibio Liberale (marzo-aprile?) | Publio Marzio Vero I (marzo-aprile?) |
| suffecti?  | [---] Celso Planciano (attestato il 6 maggio?) | Gaio Avidio Cassio (attestato il 6 maggio?) |
| suffecti?  | Publio Giulio Geminio Marciano; Lucio Volusio Meciano?; (Publio Calpurnio?) Proculo-Munazio (Prisco?); [---]CI[-]US-Lucio Emilio Frontino; Novio Prisco; Sesto Cornelio Clemente; Lucio Nerazio Proculo | Publio Giulio Geminio Marciano; Lucio Volusio Meciano?; (Publio Calpurnio?) Proculo-Munazio (Prisco?); [---]CI[-]US-Lucio Emilio Frontino; Novio Prisco; Sesto Cornelio Clemente; Lucio Nerazio Proculo |
| 167        | Imperatore Cesare Lucio Aurelio Vero Augusto III (1-13 gennaio) | Marco Ummidio Quadrato (1-13 gennaio) |
| suffecti   | Quinto Cecilio Dentiliano (attestato il 5 maggio) | Marco Antonio Pallante (attestato il 5 maggio) |
| suffecti?  | Quinto Antistio Avvento Postumio Aquilino; Marco Arranio Venusto; Publio Celio Optato; (Publio Calpurnio?) Proculo-Munazio (Prisco?); [---]CI[-]US-Lucio Emilio Frontino; Novio Prisco; Sesto Cornelio Clemente; Lucio Nerazio Proculo | Quinto Antistio Avvento Postumio Aquilino; Marco Arranio Venusto; Publio Celio Optato; (Publio Calpurnio?) Proculo-Munazio (Prisco?); [---]CI[-]US-Lucio Emilio Frontino; Novio Prisco; Sesto Cornelio Clemente; Lucio Nerazio Proculo |
| 168        | Lucio Venuleio Aproniano Ottavio Prisco II | Lucio Sergio Paolo II |
| suffecti?  | Quinto Tullio Massimo; Publio Celio Optato; (Publio Calpurnio?) Proculo-Munazio (Prisco?); [---]CI[-]US-Lucio Emilio Frontino; Novio Prisco; Sesto Cornelio Clemente; Marco Antonio Zenone; Lucio Nerazio Proculo | Quinto Tullio Massimo; Publio Celio Optato; (Publio Calpurnio?) Proculo-Munazio (Prisco?); [---]CI[-]US-Lucio Emilio Frontino; Novio Prisco; Sesto Cornelio Clemente; Marco Antonio Zenone; Lucio Nerazio Proculo |
| 169        | Quinto Pompeio Senecione Sosio Prisco | Publio Celio Apollinare |
| suffecti?  | Sesto Cornelio Clemente; Marco Antonio Zenone; Tito Vario Clemente; Lucio Nerazio Proculo | Sesto Cornelio Clemente; Marco Antonio Zenone; Tito Vario Clemente; Lucio Nerazio Proculo |
| 170        | Gaio Erucio Claro | Marco Gavio Cornelio Cetego |
| suffectus  | Tito Enio Severo | Tito Enio Severo |
| suffecti?  | Marco Lucceio Torquato Bassiano; Marco Antonio Zenone; Marco Valerio Bradua; Quinto Giunio Maurico?; Tito Vario Clemente; Lucio Emilio Caro | Marco Lucceio Torquato Bassiano; Marco Antonio Zenone; Marco Valerio Bradua; Quinto Giunio Maurico?; Tito Vario Clemente; Lucio Emilio Caro |
| 171        | Tito Statilio Severo | Lucio Alfidio Erenniano |
| suffecti?  | Tito Vario Clemente; Lucio Emilio Caro | Tito Vario Clemente; Lucio Emilio Caro |
| 172        | Sesto Calpurnio Scipione Orfito | Sesto Quintilio Massimo |
| suffectus  | Gaio Modio Giusto | Gaio Modio Giusto |
| suffecti?  | Cerellio Prisco?; Tito Vario Clemente; Lucio Emilio Caro; Tito Flavio Claudio Sulpiciano; Sulpicio Crasso | Cerellio Prisco?; Tito Vario Clemente; Lucio Emilio Caro; Tito Flavio Claudio Sulpiciano; Sulpicio Crasso |
| 173        | Gneo Claudio Severo II | Tiberio Claudio Pompeiano II |
| suffecti?  | Manio Acilio Glabrione I?; Gaio Arrio Antonino?; Gaio Laberio Quartino?; Tito Rustio Cepione?; Tito Vario Clemente; Lucio Emilio Caro; Lucio Ulpio Marcello; Tito Flavio Claudio Sulpiciano; Sulpicio Crasso | Manio Acilio Glabrione I?; Gaio Arrio Antonino?; Gaio Laberio Quartino?; Tito Rustio Cepione?; Tito Vario Clemente; Lucio Emilio Caro; Lucio Ulpio Marcello; Tito Flavio Claudio Sulpiciano; Sulpicio Crasso |
| 174        | Lucio Aurelio Gallo | Quinto Volusio Flacco Corneliano |
| suffectus  | Marco Emilio Macro Saturnino | Marco Emilio Macro Saturnino |
| suffecti?  | Tito Vario Clemente; Lucio Emilio Caro; Tito Flavio Claudio Sulpiciano; Sulpicio Crasso | Tito Vario Clemente; Lucio Emilio Caro; Tito Flavio Claudio Sulpiciano; Sulpicio Crasso |
| 175        | Lucio Calpurnio Pisone | Publio Salvio Giuliano |
| suffecti   | Publio Elvio Pertinace I | Marco Didio Severo Giuliano |
| suffecti?  | Publio Cornelio Anullino I; Marco Macrinio Avito Catonio Vindice; Gaio Vettio Sabiniano Giulio Ospite; Tito Vario Clemente; Lucio Emilio Caro; Tito Flavio Claudio Sulpiciano; Sulpicio Crasso; Gaio Pantuleio Grapziaco?; Lucio Albinio Saturnino | Publio Cornelio Anullino I; Marco Macrinio Avito Catonio Vindice; Gaio Vettio Sabiniano Giulio Ospite; Tito Vario Clemente; Lucio Emilio Caro; Tito Flavio Claudio Sulpiciano; Sulpicio Crasso; Gaio Pantuleio Grapziaco?; Lucio Albinio Saturnino |
| 176        | Tito Pomponio Proculo Vitrasio Pollione II | Marco Flavio Apro II |
| suffecti?  | Lucio Vespronio Candido; Tito Flavio Claudio Sulpiciano; Sulpicio Crasso; Gaio Pantuleio Grapziaco?; Lucio Albinio Saturnino | Lucio Vespronio Candido; Tito Flavio Claudio Sulpiciano; Sulpicio Crasso; Gaio Pantuleio Grapziaco?; Lucio Albinio Saturnino |
| 177        | Imperatore Cesare Lucio Elio Aurelio Commodo Augusto I | Marco Peduceo Plauzio Quintillo |
| suffecti?  | Asellio Emiliano; Lucio Albinio Saturnino; Marco Atilio Severo | Asellio Emiliano; Lucio Albinio Saturnino; Marco Atilio Severo |
| 178        | Servio Cornelio Scipione Salvidieno Orfito | Decimo Velio Rufo (Giuliano?) |
| suffecti?  | Aulo Giulio Pompilio Pisone Tito Vibio [---]to Levillo Bereniciano; Tito Licinnio Muciano; Tiberio Giulio Frugi; Lucio Albinio Saturnino;Marco Atilio Severo | Aulo Giulio Pompilio Pisone Tito Vibio [---]to Levillo Bereniciano; Tito Licinnio Muciano; Tiberio Giulio Frugi; Lucio Albinio Saturnino;Marco Atilio Severo |
| 179        | Imperatore Cesare Lucio Elio Aurelio Commodo Augusto II | Publio Marzio Vero II |
| suffecti   | Tito Flavio Claudiano (attestato il 21 marzo) | Lucio Emilio Giunco (attestato il 21 marzo) |
| suffecti   | Manio Acilio Faustino (attestato il 1º aprile) | Lucio Giulio Proculiano (attestato il 1º aprile) |
| suffecti?  | Lucio Albinio Saturnino; Marco Atilio Severo | Lucio Albinio Saturnino; Marco Atilio Severo |
| 180        | Lucio Fulvio Gaio Bruttio Presente II | Sesto Quintilio Condiano |
| suffecti?  | Lucio Albinio Saturnino; Marco Atilio Severo; Lucio Sevinio Proculo; Gaio Domizio Destro I | Lucio Albinio Saturnino; Marco Atilio Severo; Lucio Sevinio Proculo; Gaio Domizio Destro I |
| 181        | Imperatore Cesare Marco Aurelio Commodo Antonino Augusto III | Lucio Antistio Burro |
| suffecti?  | Lucio Albinio Saturnino; Marco Atilio Severo | Lucio Albinio Saturnino; Marco Atilio Severo |
| 182        | Marco Petronio Sura Mamertino | Quinto Tineio Rufo |
| suffecti?  | Aureliano (attestato il 15 maggio) | (Lucio Attidio?) Corneliano (attestato il 15 maggio) |
| suffecti?  | Lucio Albinio Saturnino | Lucio Albinio Saturnino |
| 183        | Imperatore Cesare Marco Aurelio Commodo Antonino Augusto IV | Gaio Aufidio Vittorino II |
| suffectus  | Lucio Tutilio Ponziano Genziano (attestato l'8 febbraio) | |
| suffecti   | Marco Erennio Secondo (attestato tra il 13 e il 20 maggio) | Marco Egnazio Postumo (attestato tra il 13 e il 20 maggio) |
| suffecti   | Tito Pattumeio Magno (dopo il 20 maggio) | Lucio Settimio Flacco (dopo il 20 maggio) |
| 184        | Lucio Cossonio Eggio Marullo | Gneo Papirio Eliano |
| suffectus  | Gaio Ottavio Vindice (attestato il 18 maggio) | |
| suffectus  | Cassio Aproniano | |
| 185        | Triario Materno Lascivio | Tiberio Claudio Marco Appio Atilio Bradua Regillo Attico |
| suffectus? | Marco Valerio Massimiano | Marco Valerio Massimiano |
| 186        | Imperatore Cesare Marco Aurelio Commodo Antonino Augusto V | Manio Acilio Glabrione II |
| suffecti?  | (Lucio Annio?) Ravo (attestato tra il 27 e il 30 maggio) | Lucio Novio Rufo (attestato tra il 27 e il 30 maggio) |
| suffecti   | Gaio Sabucio Maggiore Ceciliano (attestato tra il 24 e il 27 novembre) | [---] Valerio Senecione (attestato tra il 24 e il 27 novembre) |
| 187        | Lucio Bruttio Quinzio Crispino | Lucio Roscio Eliano Paculo |
| suffectus  | Decimo Clodio Ceionio Settimio Albino I | Decimo Clodio Ceionio Settimio Albino I |
| 188        | Publio Seio Fusciano II | Marco Servilio Silano II |
| 189        | Decimo Giulio Silano | Quinto Servilio Silano |
| suffecti   | Severo (attestato il 27 maggio) | Vitellio (attestato il 27 maggio) |
| 190        | Imperatore Cesare Marco Aurelio Commodo Antonino Augusto VI (1-? gennaio) | Marco Petronio Sura Settimiano (gennaio) |
| suffectus  | ? (?-31 gennaio) | |
| suffecti   | Lucio Settimio Severo I (seconda metà dell'anno) | Apuleio Rufino (seconda metà dell'anno) |
| 191        | Popilio Pedone Aproniano | Marco Valerio Bradua Maurico |
| suffectus? | Gaio Memmio Fido Giulio Albio | Gaio Memmio Fido Giulio Albio |
| 192        | Imperatore Cesare Lucio Elio Aurelio Commodo Antonino Augusto VII | Publio Elvio Pertinace II |
| suffectus? | Gaio Memmio Fido Giulio Albio | Gaio Memmio Fido Giulio Albio |
| 193        | Quinto Pompeo Sosio Falcone | Gaio Giulio Erucio Claro Vibiano |
| suffecti   | Quinto Tineio Sacerdote I (attestato il 16 marzo) | Publio Giulio Scapula Prisco (attestato il 16 marzo) |
| suffecti   | Marco Silio Messalla (maggio-giugno) | ? (maggio-giugno) |
| suffecti   | Lucio Giulio Messalla Rutiliano (luglio-agosto) | Gaio Emilio Severo Cantabrino (luglio-agosto) |
| suffectus  | Lucio Fabio Cilone Settimino Catinio Aciliano Lepido Fulciniano I; Gaio Valerio Pudente | Lucio Fabio Cilone Settimino Catinio Aciliano Lepido Fulciniano I; Gaio Valerio Pudente |
| 194        | Imperatore Cesare Lucio Settimio Severo Pertinace Augusto II | Decimo Clodio Settimio Albino Cesare II |
| 195        | Publio Giulio Scapola Tertullo Prisco | Quinto Tineio Clemente |
| 196        | Gaio Domizio Destro II | Lucio Valerio Messalla Trasea Prisco |
| 197        | Tito Sextio Magio Laterano | Lucio Cuspio Rufino |
| 198        | Publio Marzio Sergio Saturnino | Lucio Aurelio Gallo |
| suffectus  | Quinto Anicio Fausto (fine 198-inizi 199) | |
| 199        | Publio Cornelio Anullino II | Marco Aufidio Frontone |
| 200        | Tiberio Claudio Severo Proculo | Gaio Aufidio Vittorino |

## III secolo
| Anno       | Primo console                                                      | Secondo console                                               |
| ---------- | ------------------------------------------------------------------ | ------------------------------------------------------------- |
| 201        | Lucio Annio Fabiano                                                | Marco Nonio Arrio Muciano                                     |
| 202        | Imperatore Cesare Lucio Settimio Severo Pertinace Augusto II       | Cesare Marco Aurelio Severo Antonino Augusto                  |
| suffecti   | Tito Murrenio Severo                                               | Gaio Cassio Regalliano                                        |
| 203        | Gaio Fulvio Plauziano II                                           | Publio Settimio Geta II                                       |
| 204        | Lucio Fabio Cilone Settimino Catinio Aciliano Lepido Fulciniano II | Marco Annio Flavio Libone                                     |
| 205        | Imperatore Cesare Marco Aurelio Severo Antonino Augusto II         | Publio Settimio Geta Cesare                                   |
| 206        | Marco Nummio Umbrio Primo Senecione Albino                         | Lucio Fulvio Gavio Numisio Petronio Emiliano                  |
| suffecti   | Publio Tullio Marso                                                | Marco Celio Faustino                                          |
| 207        | Lucio Annio Massimo                                                | Lucio Settimio Severo Apro                                    |
| 208        | Imperatore Cesare Marco Aurelio Severo Antonino Augusto III        | Publio Settimio Geta Cesare II                                |
| 209        | Lucio Aurelio Commodo Pompeiano                                    | Quinto Edio Lolliano Plauzio Avito                            |
| 210        | Manio Acilio Faustino                                              | Aulo Triario Rufino                                           |
| 211        | Edio Lolliano Terenzio Genziano                                    | Pomponio Basso                                                |
| 212        | Gaio Giulio Aspro II                                               | Gaio Giulio Camilio Aspro                                     |
| 213        | Imperatore Cesare Marco Aurelio Severo Antonino Augusto IV         | Decimo Celio Calvino Balbino II                               |
| suffecti   | Publio Elvio Pertinace                                             |                                                               |
| 214        | Lucio Valerio Messalla                                             | Gaio Ottavio Appio Suetrio Sabino                             |
| 215        | Quinto Mecio Leto II                                               | Marco Munazio Silla Ceriale                                   |
| 216        | Publio Cazio Sabino II                                             | Publio Cornelio Anullino                                      |
| 217        | Gaio Bruttio Presente                                              | Tito Messio Estricato II                                      |
| 218        | Imperatore Cesare Marco Opellio Severo Macrino Augusto II          | Marco Oclatinio Avvento II                                    |
| suffecti   | Imperatore Cesare Marco Aurelio Antonino Augusto                   |                                                               |
| 219        | Imperatore Cesare Marco Aurelio Antonino Augusto II                | Quinto Tineio Sacerdote II                                    |
| 220        | Imperatore Cesare Marco Aurelio Antonino Augusto III               | Publio Valerio Comazone Eutichiano II                         |
| 221        | Gaio Vettio Grato Sabiniano                                        | Marco Flavio Vitellio Seleuco                                 |
| 222        | Imperatore Cesare Marco Aurelio Antonino Augusto IV                | Marco Aurelio Severo Alessandro Cesare                        |
| 223        | Lucio Mario Massimo Perpetuo Aureliano II                          | Lucio Roscio Eliano Paculo Salvio Giuliano                    |
| 224        | Appio Claudio Giuliano II                                          | Gaio Bruttio Crispino                                         |
| 225        | Tiberio Manilio Fusco II                                           | Servio Calpurnio Domizio Destro                               |
| 226        | Imperatore Cesare Marco Aurelio Severo Alessandro Augusto II       | Gaio Aufidio Marcello II                                      |
| 227        | Marco Nummio Senecio Albino                                        | Marco Lelio Fulvio Massimo Emiliano                           |
| 228        | Quinto Aiacio Modesto Crescenziano II                              | Marco Pomponio Mecio Probo                                    |
| 229        | Imperatore Cesare Marco Aurelio Severo Alessandro Augusto III      | Cassio Dione Cocceiano II                                     |
| 230        | Lucio Virio Agricola                                               | Sesto Cazio Clementino Priscilliano                           |
| 231        | Lucio Tiberio Claudio Pompeiano                                    | Tito Flavio Sallustio Pelignano                               |
| 232        | Lucio Virio Lupo Giuliano                                          | Lucio Mario Massimo                                           |
| 233        | Lucio Valerio Massimo                                              | Gneo Cornelio Paterno                                         |
| 234        | Marco Clodio Pupieno Massimo II                                    | Marco Munazio Silla Urbano                                    |
| 235        | Gneo Claudio Severo                                                | Tiberio Claudio Quinziano                                     |
| 236        | Imperatore Cesare Gaio Giulio Vero Massimino Augusto               | Marco Pupieno Africano                                        |
| 237        | Lucio Mario Perpetuo                                               | Lucio Mummidio Felice Corneliano                              |
| 238        | Gaio Fulvio Pio                                                    | Ponzio Proculo Ponziano                                       |
| 239        | Imperatore Cesare Marco Antonio Gordiano Augusto                   | Manio Acilio Aviola                                           |
| 240        | Gaio Ottavio Appio Suetrio Sabino II                               | Ragonio Venusto                                               |
| 241        | Imperatore Cesare Marco Antonio Gordiano Augusto II                | Clodio Pompeiano                                              |
| 242        | Gaio Vettio Grato Attico Sabiniano                                 | Gaio Asinio Lepido Pretestato                                 |
| 243        | Lucio Annio Arriano                                                | Gaio Cervonio Papo                                            |
| 244        | Tiberio Pollenio Armenio Peregrino                                 | Fulvio Emiliano                                               |
| 245        | Imperatore Cesare Marco Giulio Filippo Augusto                     | Gaio Mesio Tiziano                                            |
| 246        | Gaio Bruttio Presente                                              | Gaio Allio Albino                                             |
| 247        | Imperatore Cesare Marco Giulio Filippo Augusto II                  | Marco Giulio Severo Filippo Cesare                            |
| 248        | Imperatore Cesare Marco Giulio Filippo Augusto III                 | Imperatore Cesare Marco Giulio Severo Filippo Augusto II      |
| 249        | Lucio Fulvio Gavio Numisio Emiliano                                | Lucio Nevio Aquilino                                          |
| 250        | Imperatore Gaio Messio Quinto Traiano Decio Augusto II             | Vettio Grato                                                  |
| 251        | Imperatore Gaio Messio Quinto Traiano Decio Augusto III            | Quinto Erennio Etrusco Messio Decio Cesare                    |
| 252        | Imperatore Gaio Vibio Treboniano Gallo Augusto II                  | Imperatore Cesare Gaio Vibio Volusiano Augusto                |
| 253        | Imperatore Cesare Gaio Vibio Volusiano Augusto II                  | Valerio Massimo                                               |
| 254        | Imperatore Cesare Publio Licinio Valeriano Augusto II              | Imperatore Cesare Publio Licinio Egnazio Gallieno Augusto     |
| 255        | Imperatore Cesare Publio Licinio Valeriano Augusto III             | Imperatore Cesare Publio Licinio Egnazio Gallieno Augusto II  |
| 256        | Lucio Valerio Massimo II                                           | Marco Acilio Glabrione                                        |
| 257        | Imperatore Cesare Publio Licinio Valeriano Augusto IV              | Imperatore Cesare Publio Licinio Egnazio Gallieno Augusto III |
| 258        | Marco Nummio Tusco                                                 | Mummio Basso                                                  |
| 259        | Emiliano                                                           | Pomponio Basso                                                |
| 260        | Publio Cornelio Secolare II                                        | Gaio Giunio Donato II                                         |
| in Gallia  | Imperatore Cesare Marco Cassiano Latinio Postumo Augusto           | Onoraziano (?)                                                |
| 261        | Imperatore Cesare Publio Licinio Egnazio Gallieno Augusto IV       | Lucio Petronio Tauro Volusiano                                |
| in Gallia  | Imperatore Cesare Marco Cassiano Latinio Postumo Augusto II        |                                                               |
| in Oriente | Imperatore Cesare Fulvio Macriano Augusto II                       | Imperatore Cesare Fulvio Quieto Augusto                       |
| 262        | Imperatore Cesare Publio Licinio Egnazio Gallieno Augusto V        | Mummio Faustiano                                              |
| in Gallia  | Imperatore Cesare Marco Cassiano Latinio Postumo Augusto III       |                                                               |
| 263        | Marco Nummio Ceionio Albino II                                     | Destro                                                        |
| 264        | Imperatore Cesare Publio Licinio Egnazio Gallieno Augusto VI       | Saturnino                                                     |
| 265        | Publio Licinio Valeriano II                                        | Lucillo                                                       |
| 266        | Imperatore Cesare Publio Licinio Egnazio Gallieno Augusto VII      | Sabinillo                                                     |
| 267        | Paterno                                                            | Archesilao                                                    |
| in Gallia  | Imperatore Cesare Marco Cassiano Latinio Postumo Augusto IV        | Marco Piavonio Vittorino                                      |
| 268        | Paterno II                                                         | Licinio Egnazio Mariniano                                     |
| in Gallia  | Imperatore Cesare Marco Cassiano Latinio Postumo Augusto V         |                                                               |
| 269        | Imperatore Cesare Marco Aurelio Claudio Augusto                    | Paterno                                                       |
| 270        | Flavio Antiochiano II                                              | Virio Orfito                                                  |
| 271        | Imperatore Cesare Lucio Domizio Aureliano Augusto                  | Pomponio Basso II                                             |
| 272        | Tito Flavio Postumio Quieto                                        | Giunio Veldumniano                                            |
| in Gallia  | Imperatore Cesare Gaio Pio Esuvio Tetrico Augusto                  |                                                               |
| 273        | Aulo Cecina Tacito                                                 | Giulio Placidiano                                             |
| in Gallia  | Imperatore Cesare Gaio Pio Esuvio Tetrico Augusto II               |                                                               |
| 274        | Imperatore Cesare Lucio Domizio Aureliano Augusto II               | Capitolino                                                    |
| in Gallia  | Imperatore Cesare Gaio Pio Esuvio Tetrico Augusto III              | Gaio Pio Esuvio Tetrico Cesare                                |
| 275        | Imperatore Cesare Lucio Domizio Aureliano Augusto III              | Marcellino                                                    |
| 276        | Imperatore Cesare Marco Claudio Tacito Augusto II                  | Emiliano II                                                   |
| 277        | Imperatore Cesare Marco Aurelio Probo Augusto                      | Paolino                                                       |
| 278        | Imperatore Cesare Marco Aurelio Probo Augusto II                   | Virio Lupo II                                                 |
| 279        | Imperatore Cesare Marco Aurelio Probo Augusto III                  | Nonio Paterno II                                              |
| 280        | Messalla                                                           | Grato                                                         |
| 281        | Imperatore Cesare Marco Aurelio Probo Augusto IV                   | Gaio Giunio Tiberiano                                         |
| 282        | Imperatore Cesare Marco Aurelio Probo Augusto V                    | Pomponio Vittoriano                                           |
| 283        | Imperatore Cesare Marco Aurelio Caro Augusto II                    | Imperatore Cesare Marco Aurelio Carino Augusto                |
| suffecti   | Diocle                                                             | Basso                                                         |
| 284        | Imperatore Cesare Marco Aurelio Carino Augusto II                  | Imperatore Cesare Marco Aurelio Numerio Numeriano Augusto     |